# 松田聖子
松田 聖子（まつだ せいこ、1962年〈昭和37年〉3月10日 - ）は、日本の歌手、女優、アイドル、シンガーソングライター。
福岡県三潴郡筑邦町荒木（現：久留米市荒木町）出身。所属事務所はfelicia club（フェリシアクラブ）。
日本を代表するアイドル歌手であり、「永遠のアイドル」と形容される。1980年にデビューすると、多くのヒット曲を連発し、またたく間に1980年代をリードするトップアイドルの座に君臨した。また楽曲だけではなく、髪型や、後には生き方など、様々な面で日本の大衆文化や女性の地位向上に大きな影響を与えるカリスマ的な存在となった。1990年に海外進出を果たしてからはR&BやEDMのジャンルを取り入れた海外向けのアルバムの発売やアメリカのテレビドラマへの出演も行っており、日本国内に留まらない活動を展開。2010年代からはジャズ・アルバムのリリースも並行して行っている。

## 略歴
山口百恵が引退した年の1980年4月に「裸足の季節」でレコードデビュー。伸びのある歌声で注目され、リリースした楽曲が次々とヒットを記録し1980年代を代表するアイドルとして活躍した。類い稀な声質と「ぶりっ子」と称される可愛らしい仕草や容姿とが相まって人気を獲得し、トレードマークの「聖子ちゃんカット」と呼ばれるヘアスタイルを模倣した若い女性たちが当時の街中に溢れかえった。2年後にデビューした中森明菜と次第に人気を争うようになり、当時を知るファンの間では、音楽番組における順位争いや「聖子派か明菜派か」という議論が頻繁に発生した。
楽曲の記録としては、1980年の3枚目のシングル「風は秋色」から1988年の26枚目のシングル「旅立ちはフリージア」まで24曲連続(「ガラスの林檎」の両A面として発売し直した「SWEET MEMORIES」を加えると25曲連続)でオリコン週間シングルチャート第1位を獲得した。これはピンク・レディーが当時持っていた9曲連続を大幅に塗り替える記録であり、1980年代当時、後続のアイドルの中で「アイドル四天王」と呼ばれた南野陽子・中山美穂・浅香唯・工藤静香の1位獲得記録の合計を上回るものであった。この記録は、CDバブルを迎えた2000年にB'zに破られるまで11年10か月間保持していた。
デビュー初期の曲は、主として三浦徳子の作詞・小田裕一郎の作曲によるものであったが、6枚目のシングル「白いパラソル」以降は作詞に松本隆が起用され（19枚目のシングル「ハートのイアリング」まで）、作曲家の選択も含め松本のプロデュース色が濃くなっていった。編曲は2枚目のシングル「青い珊瑚礁」から大村雅朗が主体となり、アルバム曲を含めた多くの楽曲を担当した。1980年代の作曲家は財津和夫、松任谷由実（『呉田軽穂』名義）、大瀧詠一、細野晴臣などニューミュージック系の作家が多かった。こうしたシンガーソングライターの起用について若松は、かつて自身が担当したキャンディーズと吉田拓郎のコラボの成功が念頭にあり、「独創的なシンガーソングライターとアイドルのコラボは予想を超えた新しい世界を生み出す」という判断からであったと述べている。音楽プロデューサーの川原伸司は、「アイドルとかニューミュージックとか、当時まだJ-POPと言われる前で、ジャンルをすべて飛び越えた感じがあった」「"松田聖子プロジェクト"は、最終的には今のJ-POPの原点になった」と語っている。
私生活でも、神田正輝と1985年6月に結婚。翌1986年10月1日に長女・沙也加を出産するなど、話題は尽きなかった。母となり大きな転換期を経た後も変わらずアイドル歌手としてヒットを続けたため、「ママドル」という呼称も生まれた。
1980年代から作詞や作曲を行うことが時折あり、アルバム曲「小さなラブソング」の作詞に始まり、「Canary」、「時間旅行」、「シェルブールは霧雨」などを作曲。この経験が後のセルフプロデュースにつながっていき、1990年代以降は作詞・作曲やアルバムのプロデュースに自ら取り組むシンガーソングライターとしての活動を展開、小倉良と組んで「大切なあなた」「輝いた季節へ旅立とう」「素敵にOnce Again」「さよならの瞬間」といったヒット曲を生み出した。それと同時に海外での音楽活動も意欲的に行っており、1990年にSeiko名義で全米デビューを果たした後は日本でのポップス路線と並行してR&Bを取り入れた『WAS IT THE FUTURE』やEDMに挑戦した『area62』など多彩なジャンルのアルバムを海外向けに発売。そして1996年には「あなたに逢いたくて〜Missing You〜」が初のミリオンセラーを記録し、自身最大のヒット曲（2025年現在）となった。歌手として円熟味が増した近年では、海外進出時に出会った著名な音楽家との交流を元に全編英語詞のジャズアルバム（『SEIKO JAZZ』シリーズ）をリリースするなど、新たな一面も見せている。
デビューから40年あまり、過激なプライベート報道や様々なバッシングに遭いながらもなお「アイドル」と呼ばれ続けるその活動に敬意を表して「永遠のアイドル」と称されることもあり、『女性自身』や『婦人公論』その他の雑誌、TVなどのメディアにおいて「生き方に憧れる女性有名人」「輝いている女性有名人」「スターだと思う有名人」「永遠のアイドルだと思う有名人」などの好感度アンケートでは常に上位にランクインした。2007年4月9日、「松田聖子的生き方」とそれに共感する同世代の女性たちに焦点を当てたドキュメンタリー番組、NHKスペシャル『松田聖子 女性の時代の物語』が放送され、放送後も『朝日新聞』の天声人語（4月15日付）にもその話題が取り上げられた。大宅壮一文庫創設以来の人名索引総合ランキングでは「松田聖子」が1位（2020年10月）となっており、2位の小沢一郎らを抑えて「日本の雑誌に最も頻繁に登場した著名人」とされている。

## 経歴

### 生い立ち
1962年3月10日、福岡県三潴郡筑邦町荒木（現：久留米市荒木町）に、同県柳川市出身で社会保険事務所に勤める公務員（福岡県地方事務官）の父・蒲池孜（かまち つとむ）と、同県八女市の庄屋出身の母・一子（かずこ）の長女（二人兄妹の末っ子）として、母方の伯母が院長夫人であった、久留米市藤光町の高良台病院で生まれた。難産であり、生まれた時は仮死状態であった。
出生名は蒲池 法子（かまち のりこ）。生家は柳川城主であった蒲池氏の血統であり、第16代目当主の蒲池鑑盛（蒲池宗雪）の三男・蒲池統安の子孫にあたる。法子の高祖父は、幕末の柳河藩士の蒲池鎮之で、江戸時代には柳河藩12万石（立花家）の家老格であった旧家である。家紋は蒲池久憲以来の「左三巴」。ファンティックの代表を務める、8学年上の兄・蒲池光久がいる。
幼少期太っていた法子は、「ブタまんじゅう」と呼ばれてからかわれていた。久留米市立荒木小学校卒業後、久留米市立荒木中学校に入学しテニス部に所属。ラケットを忘れた後輩にそっと自身のラケットを差し出す優しさがあり、歌うことが好きで、ラケットのグリップをマイク代わりにテニスコートでキャンディーズの曲を歌っていたという。自宅と同校が隣接しているため、油断して遅刻の常習者となっていた。なお、1997年には同校創立50周年記念に正門を寄贈している。中学時代はスチュワーデスか保母になりたいと思っていた。母親は二重まぶたのはっきりした目なのに自分は一重まぶたであったため、母親の目が羨ましかったという（デビュー後の雑誌インタビューによっては、好きな自分の体の部位として目を挙げた事もある）。

### 高校時代 - 歌手志望へ
1977年、福岡屈指の進学校県立八女高校を受験するも不合格となり、4月8日、カトリック系の久留米信愛女学院高等学校に入学する。ジャンパースカートとボレロの制服に憧れ、父親も娘を淑やかなお嬢さんに育てたいという方針でこの高校が選ばれた。キリスト教研究部に入部し、聖書の勉強に勤しむ。行事の度に皆の前で聖書を読む「女神」という役職（各学年で1人ずつ）に選出される。大ファンの郷ひろみのコンサートが福岡で行われる度に観に行き、歌手に憧れるようになる。
高校入学まもない春、福岡開催のテイチク新人歌手オーディションに応募し、桜田淳子の「気まぐれヴィーナス」を歌うが二次審査で落選。8月には第二回ホリプロタレントスカウトキャラバン九州大会にも応募するが書類選考の第一次審査で落選。この時一緒に応募した友人は一次審査に合格したものの大会直前に扁桃腺手術をして歌えなくなったため、法子（聖子）が急遽フォロー役でコンビを組みピンク・レディーの曲で出場した。2人は最終審査の5組に残ったが優勝できなかった。
高校2年となる1978年、CBS・ソニーと集英社『セブンティーン』が主催する『ミス・セブンティーンコンテスト』九州地区大会に再び桜田淳子の「気まぐれヴィーナス」を録音したテープを送り予選合格。歌手になりたいという動機以外の応募理由には、優勝特典が「アメリカ西海岸のディズニーランドにご招待」で、「大好きなミッキーマウスに会える」という事と、全国大会のゲスト審査員が憧れの郷ひろみであったからである。そして4月に福岡市民会館で行われた九州地区大会に出場した。
しかし、両親には内緒で応募していたため、コンテスト当日は「大好きな歌手に会いに行く」と嘘をつき母親に会場まで車で送ってもらった。母親は法子と別れて買い物に行くが、買い物を終えて会場に入ってみると我が子がステージ上で歌っていて驚いたという。どうせすぐに負けるだろうと思い見ていたが、結果はなんと優勝で全国大会への切符をつかむ事となった。父親にバレると絶対に叱られると考え、帰宅後は賞品のトロフィーを物置に隠し、花束は母親が結婚式帰りの友人に貰った事にして誤魔化した。ただ、全国大会までには話しておかなければと、数日後に打ち明けたが、公務員で厳格な父親は娘の芸能界入りに断固反対。今まで1度も手を挙げた事がない父親が初めて法子の顔をぶった。学校でも「規則なので許されない。どうしても出たいなら退学するしかない」と言われ、シスターの前で泣いたという。結局全国大会は辞退する事となった。一方、決戦大会を視察してこれといった逸材を発見できなかったCBSソニー企画制作部の若松宗雄は、コンテスト事務局に問い合わせて各地区の出場者のデモテープを取り寄せた。プロフィールも写真も無い音声だけの資料を100名分ほどチェックしていた時、九州地区大会で優勝した法子の歌声に衝撃を受け、「この子は絶対に売れる」と確信して別件でプロデビューさせようとスカウトする決意をした。若松は法子の歌声を初めて聴いた時のショックを「まるで夏の終わりの嵐が過ぎたあと、どこまでも突き抜けた晴れやかな青空を見た時のような衝撃でした」と語っている。このときのテープは若松が現在も保管しており、2022年に上梓された「松田聖子の誕生」でテープの写真が公開された。
法子の芸能界入りは、学校の規則や父親の反対により既に断念されていたが、諦めきれなかった若松は久留米の実家まで足を運び父親に直談判した。しかし、父親の信念は固く、ここから半年以上の間、法子と若松は父親を説得し続ける事になる。若松が何度も娘と連絡を取り合っている事に見兼ねた父親が、自分を介さない電話のやり取りをやめるよう若松に告げたため、事務所の女性スタッフに友人の振りをして電話を掛けてもらったり、法子の冬休みに東京の親戚の家に行くという口実で直接会ったりするなど工夫を重ねた。法子も近況報告と「絶対に歌手になる」という強い想いを綴った手紙を毎月のように若松へ送り、遂には「お父さんが認めてくれなければ家を出ます」と宣言した。そんな状況が続き、父親もこのまま否定し続けるのは娘にとって良くないのではないかとの考えに至り、「3年で芽が出なければ帰ってくる」という約束でようやく承諾を得る事ができた。そして、1979年1月中頃、父親は若松を呼び出し、法子と両親の4人での食事の場で「若松さんに預けます。あなたに預けますから責任を持って預かって下さい」と念を押して託した。
晴れて歌手を目指す事が決まった法子は、福岡にある平尾昌晃音楽学校に週2回通い、稽古を積んだ。当時の様子として平尾は、「歌手になる事を夢見る子は多いが、その先に自分の成功をイメージできている子は珍しい」と感心したという。若松は所属事務所を探す目的で東京音楽学院九州統括福岡校（渡辺プロ系列）の支部長に声を掛け、法子を紹介している。支部長も法子を気に入り、本社にその旨を伝えていたが、東京の渡辺プロ本社は送られてきたデモテープをあまり重視せず、「この娘はガニ股でテレビ映りが良くない。舞台でも問題がある」との理由で、スタイルの悪いO脚の法子の写真を見て不採用とした。若松は次にプロダクション尾木の尾木徹社長に話を持ちかけたが、これも不採用となった。

### 上京 - 芸能界入り
1979年5月、事務所探しに奔走する若松が次に声をかけたのが面倒見の良い相澤秀禎社長のサンミュージックプロダクションであった。当初は相澤が支持していた新人アイドル候補がいた事もあり一旦は断られるも、何度か交渉を行った結果、翌月に面接を行う事が決まる。6月、相澤を含むスタッフ20〜30人が集まる中で法子のプレゼンテーションが行われた。法子を初めて見た相澤は、田舎から上京してきたばかりで垢抜けず爽やかでもないという印象を持ち、男性スタッフも同様に興味を持たなかった。結局すぐに採用とはならず、やはり若松が何度か話し合いを続けていった所、直接歌唱を聴いた幹部社員で音楽プロデューサーの杉村昌子が熱烈に推した影響もあり、相澤の心が動いて契約に至る。
当時のサンミュージックは、新人アイドルとして売り出す予定の中山圭子に注力していたため、法子がすぐに歌手デビューする予定はなく（翌年にはその方針が変わる事となる）、翌年3月に高校を卒業してから来るのが自然な流れであった。そうして一旦は福岡に戻ったが、1日でも早く歌手になりたかった法子は単身で相澤の自宅を訪れ、高校を中退した事、そして歌手への想いを伝えた。その行動力と熱意に押された相澤は法子を自宅に下宿させる事にした。若松へは母親から電話があり、なるべく早めに動いた方が運気が良い気がするという本人の話を受けて、7月に予定されていた父親の東京出張に合わせて法子も上京する運びとなった。そして、父親と共に5日間ほど東京に滞在して父親だけが帰郷する日、若松を含めた3人はレストランで最後の食事をした。食事の帰り道、法子は寂しさのあまり泣きだしてしまい、見かねた父親が「そんなに悲しいなら一緒に帰ろう」と薦めるが、両親の反対を押し切ってまで来たのだから頑張らねばという想いから、泣きながら「帰りません！」と強い口調で返したという。
1979年7月、堀越高等学校に転学する為、面接を受ける事となる。その際、教室の外で待っていた付き添いの若松に、中から出てきた面接官の教師が「あの子本当に歌手としてやっていけるんですかね？」と尋ねてきたという。法子の潜在的な能力を理解していた若松は一言「大丈夫です」とだけ返した。面接の結果は合格で転入が決まった。急な転校によって友人らと離れてしまったので、翌月2日間だけ休みを貰って帰郷し、親しい友人らによって法子のお別れ会が行われた。
相澤は朝のジョギングが日課であり、下宿するタレントも一緒に走るのが恒例となっている。法子も毎朝5時半に起床し、約30分のコースを同行した。そこでタレントとしての心構えや一般常識、マナーから人との関わり方まで色々な事を教えられた。道中、小さな鎮守社に寄って手を合わせるのだが、法子はいつも「毎日、誰よりも厳しいレッスンを積んで努力します」と声に出して拝んでいたという。
プロダクションが用意した「新田明子」と「松田聖子」という芸名から、法子は後者を選んだ。ちなみに「新田明子」は中山圭子の為に考えられてボツになったものであった（中山はそれを法子に告げていなかった）。当初は「新田明子」でほぼ決定の状態であったが、あまりパッとしない印象であり本人も気に入らなかったため、社長の相澤が当時凝っていたという姓名判断に委ねた結果、沖紘子の名付けで「松田聖子」に決まったという説もある。
1979年10月、日本テレビ系ドラマ『おだいじに』のレギュラー出演が決定し、女優デビューする事となる。名前を憶えてもらうため、芸名の「松田聖子」がそのまま役名となった。ドラマ内でサンミュージックの先輩でもある太川陽介とのキスシーンがあったが、聖子にとってはそれがファーストキスであったため、シーンを撮り終えた途端に聖子が布団を被って泣き出し、相手役の太川は複雑な心境になったという。11月、ニッポン放送『ザ・パンチ・パンチ・パンチ』のパーソナリティ「パンチ・ガール」のオーディションに合格し、翌年1月からレギュラー出演開始。この時同番組のスポンサーの平凡パンチからは「スレンダーなので、グラビア映えしない」として一度はノーが出されたが、同番組ディレクターの宮本幸一の強い説得で、平凡パンチの担当部長・編集長とも最後には折れて、同番組への出演が叶ったということがあった。そしてこの頃、歌手デビュー予定のタレントという事で「歌わない歌手 デビュー」と紙面に取り上げられた事がある。
同月、資生堂の洗顔クリーム「エクボ」のCMモデルのオーディションを受け、一次審査の面接、二次審査の水着での踊りに合格するが、最終審査のテスト撮影でどうしてもえくぼが出なかったため不合格となる（選ばれたのは、同じく新人タレントの山田由紀子）。これ以前にもアイスクリームのCM出演オーディションを受け落選している。
1980年1月末、NHK総合『レッツゴーヤング』の中のユニット「サンデーズ」のメンバーオーディションを受ける。本来はドラマ『おだいじに』の札幌ロケがこの日まで予定されていたが、1日早く終わったおかげで受ける事ができた。そして翌月、田原俊彦らと共に新メンバーに抜擢される。

### 歌手デビュー - 1980年代を代表するアイドルへ
注力中の所属アイドルの売り上げ不振に頭を悩ませていた相澤は、聖子が出演不合格となった「エクボ」のCM制作サイドに陳情。それによって何とかコマーシャルソングとしての起用が1980年2月に決定し、4月1日にシングル「裸足の季節」で歌手デビューを果たした。なお、相澤は聖子にビジュアル面を期待しておらず、もっぱら歌だけでやって行こうと考えていた為、出演させなかったとも語っている。上述のような様々な要因が重なり偶然にも、1970年代を代表するアイドル山口百恵の引退という、時代の転換期である1980年にデビューする事となった。デビュー時のキャッチフレーズは「抱きしめたい! ミス・ソニー」。
聖子の歌声はタイアップCMによってテレビで頻繁に流れたものの、当初は顔と名前の浸透度が低く、CMに出演した山田由紀子が歌っていると勘違いする人も多かった。山田と2人で行ったCMイベントのサイン会でも聖子の前には誰も並ばず、「あの娘は誰？」という目で見られ悔しい思いをしたと、後に発言している。それから程なくしてテレビの歌番組などに聖子が登場するようになると、その容姿と声量のある魅力的な声が相まって瞬く間に人気が沸騰した。「エクボ」のCMシリーズではその後も「風は秋色」、「夏の扉」などでも歌唱のみの起用が続いた。テレビCMで流れる聖子の歌声を初めて耳にした作詞家の松本隆（後に聖子の楽曲の作詞を手掛ける事になる）は、「彼女の声の質感と自分の言葉がすごく合うような気がした」と直感的に感じたという。
デビュー日となる4月1日、日本テレビ『ズームイン!!朝!』に出演し、CBSソニー社員らの声援をバックに告知を行う。同月、NHK総合『レッツゴーヤング』に「サンデーズ」のメンバーとしてレギュラー出演開始、かつて音楽学校でレッスンを受けた平尾昌晃と共演する。4月28日にはフジテレビ『夜のヒットスタジオ』に「裸足の季節」で初登場。7月3日、TBS『ザ・ベストテン』の「スポットライト」コーナーに第11位として仲の良い岩崎良美とともに初登場した。8月には2枚目のシングル「青い珊瑚礁」で、『ザ・ベストテン』に第8位で初ランクインした。「青い珊瑚礁」では編曲に大村雅朗を初めて起用し、以後大村は同郷の聖子を長年支えることになる。
9月には「青い珊瑚礁」で『ザ・ベストテン』の第1位を初めて獲得（オリコンチャートでは最高第2位）。2週連続1位となった9月25日の放送では、「さよならの向う側」で10位にランクインした山口百恵と初共演、握手をし激励の言葉を受けた。このシーンは70年代と80年代を代表するアイドルの最初で最後の共演となった。同年10月発売の3枚目のシングル「風は秋色」で初めてオリコン第1位を獲得。年末の『第22回日本レコード大賞』（TBSテレビ・ラジオ）では「青い珊瑚礁」で新人賞を受賞。『第31回NHK紅白歌合戦』（NHK総合・ラジオ第1、#NHK紅白歌合戦出場歴参照）にもデビュー1年目で初出場した。
伸びのある透き通った歌声と「ぶりっ子」と言われるほどの可愛らしい振る舞いによって、その人気はうなぎ登りとなった。セミロングのふわっとした女の子らしいヘアスタイルは「聖子ちゃんカット」と呼ばれて全国の若い女性の間で大流行し、翌年1981年の年末に突然、聖子がショートカットになると今度はショートカットが流行り出した。
楽曲では、初期の三浦徳子のリゾート感あふれる詞と小田裕一郎による西海岸風のサウンドに始まり、大村雅朗等のシティ・ポップ的なアレンジが彩りを添えた。2年目にはチューリップのリーダーである財津和夫を起用。さらに作詞に松本隆を迎え、「聖子プロジェクト」とも呼ばれる若松・松本・大村を中心とした強力なプロデュース体制が成立する。松本や大村は交流のある大瀧詠一、松任谷由実、細野晴臣、佐野元春、尾崎亜美、大江千里といったニューミュージック系のミュージシャンを次々とシングルの作曲に起用していった。アルバムにおいても杉真理、来生たかお、原田真二、甲斐祥弘、南佳孝、林哲司、矢野顕子、玉置浩二、小室哲哉等、錚々たる顔ぶれが質の高い楽曲を多数提供した。アルバムには基本的に歌詞カードのみが封入、一曲ごとに全ての楽器演奏者の名前がクレジットされるという、アイドルでは珍しい楽曲重視のプロデュースが見られ、山口百恵ですら数万枚であったオリジナルアルバムのセールスをシングル並みの数十万枚に引き上げ、当時のアイドルのアルバムとしては異例のセールスを記録していく。
デビュー間もない頃の「青い珊瑚礁」に代表される声量のある力強い声質はその後の酷使によりややハスキーな色合いを帯びていったが、それが成熟した声質の魅力となり「赤いスイートピー」、「SWEET MEMORIES」などの代表曲が生まれた。元々B面であった「SWEET MEMORIES」は、ペンギンのキャラクターが印象的なサントリー缶ビールのCM曲であった。使われたのは英語詞の部分で、当初は「歌・松田聖子」のクレジット表記も無かった為、「誰が歌っているのか？」という問い合わせや反響が相次いだ。これは本人がCMに出演しなくても歌声だけで注目を集めたデビュー曲の「裸足の季節」に通じるものがある。そしてそのあまりの反響の大きさに、当初この曲は「ガラスの林檎」のB面表記だったものを、いわゆる両A面としてタイトル表記もジャケットも最初に発売された「ガラスの林檎」とは別のジャケット写真にして数か月後に発売し直され、当初の「ガラスの林檎」のオリコンランキングは落ちてきていたが、「SWEET MEMORIES」の両A面表記のもので再びオリコン週間チャートで１位を獲った。そしてA面曲扱いとなった為にその結果TVやラジオのランキング番組にもランクインしだし、「ザベストテン」では「SWEET MEMORIES」と次の新曲「瞳はダイアモンド」と2曲が同時にベストテンにランクインするという番組史上初の快挙を成し遂げた。その後名曲として広く知れ渡り、多くのアーティストにカバーされるほどの代表曲となった。
こうして作り出された恵まれた楽曲を歌いこなし、1980年の3枚目のシングル「風は秋色」から1988年の26枚目のシングル「旅立ちはフリージア」まで24曲連続(「ガラスの林檎」の両A面として発売し直した「SWEET MEMORIES」を加えると25曲連続)でオリコン週間シングルチャート1位を獲得、山口百恵から松田聖子へとアイドルの頂点は引き継がれた。
社長の相澤は、ファンが欲しているものをその場で判断してそれにあった雰囲気作りをする聖子の頭の回転の速さと行動力を評価しており、持ち前の声の良さとプロ根性と共にその「巧妙な自己演出」が松田聖子という歌手を完成させたと語っている。

### 結婚・出産 - ママドルへ

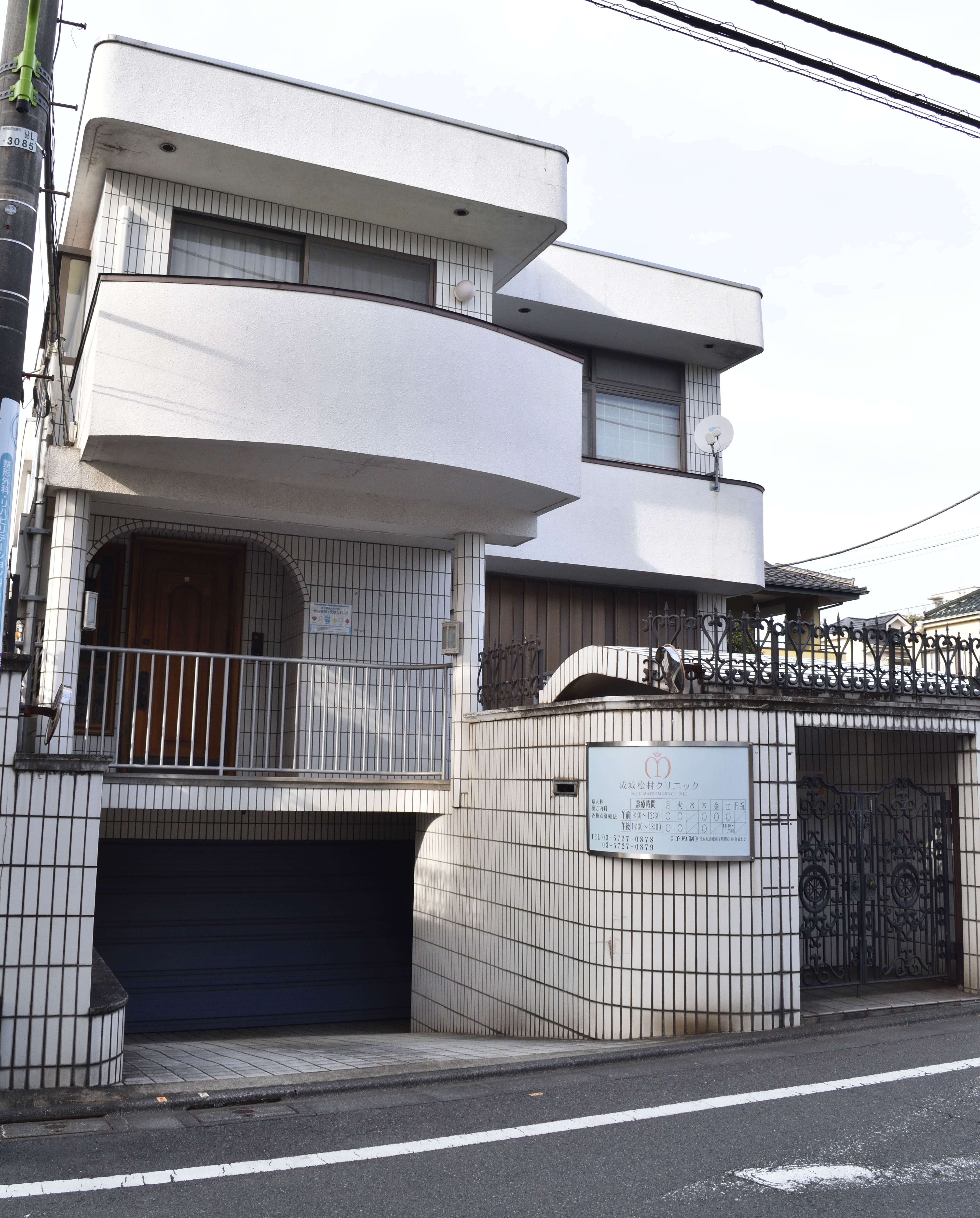
世田谷区砧の旧邸。2023年現在、婦人科クリニックが入居

1985年1月、交際していた郷ひろみ（結婚間近と噂されていた）との破局を発表し、単独で記者会見を行う。「生まれ変わったら一緒になろうねと話し合った」と泣きながら語る一幕は話題となった。その会見からわずか数日後の2月には、映画『カリブ・愛のシンフォニー』で共演していた神田正輝が聖子との交際を認め、4月に婚約を発表。6月24日に行われた結婚式は、石原プロの俳優陣を含む豪華な面々が参列し、式場周りには多くの報道陣が詰めかけた。続く披露宴では、スター同士のカップルという事で多くの芸能人が招待される非常に派手な催しとなった。司会を務めたのは当時日本テレビアナウンサーの徳光和夫。結婚式・披露宴の独占放送権を獲得したテレビ朝日は、約10時間に亘りこの模様を放送。ゴールデンタイムの平均視聴率は34.9%（ビデオリサーチ・関東地区）を記録した。2日後の6月26日の『夜のヒットスタジオ』では司会の芳村真理が、出演者の郷ひろみに「聖子ちゃん、きれいだったわよ」と言い、郷が「そう…… よかった」とだけ応じる場面があった。その後に郷は「ハリウッド・スキャンダル」と「哀愁のカサブランカ」を熱唱した（「哀愁のカサブランカ」の歌に合わせて、聖子との共演シーンが流される演出がなされた）。
妊娠・出産の準備のため年内での歌手活動休止を発表。年末の『第36回NHK紅白歌合戦』を最後に音楽番組への出演が途切れた。結婚以前のインタビューなどでは、自身の将来について、結婚後は芸能界を引退し主婦業に専念したいという趣旨のコメントも見受けられたが、夫となった神田正輝が「自由に働けば良い」と復帰を容認していた事もあり、ファンの期待に応える形で歌手業を続ける選択をした。
1986年、新居となる一戸建て住宅を東京都世田谷区砧に建てた。同年10月1日、長女の沙也加を出産。ワイドショーなどのメディアは、退院の様子や娘を抱いてインタビューに応える場面など一挙手一投足を報じた。同年6月、妊娠中にレコーディングしたアルバム『SUPREME』を発売。シングル曲が収録されていないにも関わらず自身のアルバム作品で最高の売り上げを記録し、年末の『第28回日本レコード大賞』では「アルバム大賞」を受賞した。同番組で久々のテレビ歌唱を果たし、続けて『第37回NHK紅白歌合戦』にも出場した。この時テレビ歌唱された「瑠璃色の地球」はシングルカットはされておらず、アルバム『SUPREME』の一収録曲でしかない曲だったが、その後名曲として長きにわたり人気を博し続け、ベテランから若手アイドルまで数十組のアーティストにカバーされ続け、音楽の教科書にも掲載され合唱曲としても定着し現在も広く歌い継がれて松田聖子の代表曲の１つとなっている。
1987年4月発売のシングル「Strawberry Time」で歌手業に本格復帰。出産後も以前と変わらぬスタイルで活躍する様子から「ママドル」という呼称も生まれた。聖子がきっかけで生まれたこの言葉はその後も、かつてアイドルであった子持ちの女性タレントを示す言葉として頻繁に使用されるようになった。1988年のアルバム『Citron』はデイヴィット・フォスターによるプロデュースで、シングルの「Marrakech〜マラケッシュ〜」も第1位のヒット作となったが、この曲が『ザ・ベストテン』最後の出演となった。

### 独立・海外進出 - セルフ・プロデュースへ
1989年6月、サンミュージックとの契約満了を機に同社から独立し、8月に個人事務所「ファンティック」を設立した。この独立に関しては、海外進出を狙うレコード会社側と、それを受け入れない事務所側との方針のズレが原因だと言われている。アメリカ行きを決断した聖子は、育ての親である事務所社長の相澤に連絡を取ろうと何度も電話をかけるが、独立にショックを受けていた相澤が電話に出る事はなく、絶縁状態で別れる事となる。
11月、27枚目のシングル「Precious Heart」がオリコンチャート2位止まりとなり、連続1位の記録が遂に途絶えた。
1990年、海外進出となるシングル「All the way to Heaven」、「THE RIGHT COMBINATION」、アルバム『Seiko』などを国内外で発売した（1985年にアルバム『SOUND OF MY HEART』で海外進出を目指していたが、芸能活動休止によるプロモーション不足のため中止された）。日本ではあまり報道されていなかったが「THE RIGHT COMBINATION」はカナダで2位、イギリスで11位とヒットし、結果を残した。11月のシングル「We Are Love」から再び日本に拠点を移して活動。
続くシングル「きっと、また逢える…」以降は、作詞だけでなく作曲にも自ら取り組むようになった。1992年のアルバム『1992 Nouvelle Vague』からセルフ・プロデュースが基本となり、全曲の作詞・作曲を自身で行った（作曲の多くは小倉良との共作）。作詞家としては恋愛感情を赤裸々にさらけ出す歌詞、あるいは生き方や気持ちの切り替え方などを含め、非常に前向きな歌詞を書く事が多い。当時の作曲法としては、聖子がイメージしたメロディをピアノや鼻歌などで伝え、共作者の小倉がギターなどで形にするというスタイルであった。「あなたに逢いたくて〜Missing You〜」のように、同主調や平行調、あるいは属調や下属調などの近親調への転調をアクセントに使う傾向も見られ、これは小倉の特徴でもある。
また海外進出の際に改めてダンスを学んでおり、1990年代のセルフ・プロデュースでは米欧のミュージックトレンドを取り入れたダンスナンバーが格段に増え、トランスミュージックなど多様なサウンドを積極的に取り入れた。この頃にはミュージックビデオの制作にも力を入れており、1995年からはプロパガンダ・フィルムズとタッグを組んでのMV制作も行われた。コンサートでは外国人バックダンサーを多数起用する、セクシーな表現を取り入れるなど、1980年代からの変化、そして後進の女性アーティストに先駆けたステージングを披露した。
この頃のシングルではチャート4位の「きっと、また逢える…」（1992年）、7位の「大切なあなた」（1993年）、12位の「輝いた季節へ旅立とう」（1994年）などがヒット。
1994年の『第45回NHK紅白歌合戦』で6年ぶりに同番組に出場。第二部のトップバッターとして、舞台上に下降したミラーボールの中から登場し会場を沸かせた。翌1995年の『第46回NHK紅白歌合戦』では、ピンクのドレスに熊のぬいぐるみを背負うという出立ちで、「青い珊瑚礁」などを含むメドレーを披露してアイドル性の健在ぶりを見せた。
1995年にはアルバム『It's Style'95』がチャート2位、同年のコンサートツアーが当時自己最高の観客動員数を記録するなど改めて人気が再燃。
そして1996年発売の「あなたに逢いたくて〜Missing You〜/明日へと駆け出してゆこう」が久々のシングルチャート1位、自身初のミリオンセラーを記録し、最大のヒット曲（2021年現在）となった。この時期にはチャート5位の「さよならの瞬間」（1996年）や、長女・沙也加への母性愛をテーマとした「私だけの天使〜Angel〜/あなたのその胸に」（1997年）も発表した。
同年にはロビー・ネヴィルをプロデューサーに迎えた、R&B路線の海外進出第二弾『WAS IT THE FUTURE』も発表。
1997年1月、神田正輝と離婚した事を公表。翌1998年5月に、6歳年下の歯科医師と2度目の結婚（2000年12月に離婚）。

### 2000年代以降 - ジャズへの挑戦
1999年のアルバム『永遠の少女』では、11年ぶりに松本隆が作詞を担当し、作曲も聖子以外の作家の作品となった。1997年に亡くなった大村雅朗の遺した楽曲「櫻の園」も収録された。歌手活動20周年を迎えた2000年のアルバム『20th Party』から原田真二も制作に加わり、同年のアルバム『LOVE & EMOTION VOL.1』から2004年のアルバム『Sunshine』までは原田が作曲・プロデュースを担当した。この時期にはコンサートで定番となるシングル「20th Party」が発売されたり、原田のプロデュースによるシングル「逢いたい」がヒットした。
その間、アメリカのインディーズレーベルから発売された海外進出第3弾アルバム『area62』ではクラブサウンドに挑戦、アルバムからのシングルがビルボードをはじめとしたアメリカ現地の数々のダンス・チャートの上位にランクインもした。
2005年以降は、鳥山雄司プロデュースのアルバム『fairy』を経て、2006年の『bless you』で再び小倉とのコンビとなるが2007年の『Baby's breath』で初めて作詞・作曲を単独で行ったアルバムを発売。それ以降もセルフ・プロデュースのアルバムがメインとなった。
2001年から2005年ごろは、芸能界デビューした娘の神田沙也加と音楽番組やバラエティ番組でよく共演したり、2005年以降は自身の旧来ファンである著名人とも共演したりした。
2006年、年末のディナーショーにてかつての所属事務所サンミュージック会長の相澤秀禎と17年ぶりに再会。ようやく和解できた喜びから、楽屋に駆けつけた相澤の姿を見て号泣したという。翌2007年には聖子からの提案によりサンミュージックと業務提携している。
2012年6月に、同世代の大学准教授（歯科医）と3度目の結婚。
2014年2月末、新事務所「felicia club」を設立し「ファンティック」から移籍。
2017年、新たな取り組みとして全編ジャズで構成されたアルバム『SEIKO JAZZ』を発売。2019年には第2弾となる『SEIKO JAZZ 2』を、2024年には第3弾となる『SEIKO JAZZ 3』を発売した。
2013年以降、セルフプロデュースを続ける一方で久保田利伸、CHARAなどといった他アーティストとのコラボレーションも展開、2016年にはYOSHIKI作詞・作曲のシングル「薔薇のように咲いて 桜のように散って」がチャート週間6位、デイリー1位のヒットとなった。
2015年の『Bibbidi-Bobbidi-Boo』からのセルフプロデュース作品ではキーボーディストの野崎洋一が編曲を担当する事が多い。
2015年、デビュー35周年記念のシングルとして「時間の国のアリス」以来31年ぶりに松本隆と呉田軽穂（松任谷由実）のコンビによる「永遠のもっと果てまで/惑星になりたい」が発売（チャート11位）。2020年にはデビュー40周年を迎え、アルバム『SEIKO MATSUDA 2020』を同年9月にリリース。初期の楽曲を数多く手掛けた財津和夫と37年ぶりのタッグを組んで制作した「風に向かう一輪の花」などを収録。
2025年、デビュー45周年を迎え、槇原敬之プロデュースによる記念楽曲「Shapes Of Happiness」を発表、更に松任谷由実が訳詞を担当した「スターダスト」のカヴァーなどを発表した。

### 一人娘・神田沙也加の死
2021年12月18日、一人娘である長女・神田沙也加が札幌市中央区のホテルの高層階から転落して死去。当日は自身のディナーショーを行なっていたが、聖子の実兄である事務所社長の計らいにより、公演後に状況を知ることになったという。翌19日、所属事務所より「未だこの現実を受け止めることが出来ない状態」にあるとコメントが発表された。同年中に予定されていたディナーショーは全て中止となり、選出されていた『第72回NHK紅白歌合戦』も出場を辞退した。
同月21日、札幌市清田区の札幌市里塚斎場に赴き、一連の式の後に報道陣の前に姿を見せ、沙也加の父で元夫の神田正輝と並んで短い会見を行った。

## 年譜

### 1970年代まで
1962年
- 3月10日、福岡県三潴郡筑邦町荒木（現在の久留米市荒木町）に生まれる。出生名・蒲池 法子（かまち のりこ）。

1974年
- 4月、久留米市立荒木中学校に入学。テニス部に入部し3年間在籍した。

1977年
- 4月、カトリック系の久留米信愛女学院高等学校に入学。キリスト教研究部に入部。行事の際、皆の前で聖書を読む「女神」という役職（各学年で1人ずつ）に選出される。

1978年
- CBS・ソニーと集英社主催の「ミス・セブンティーンコンテスト」九州地区大会で優勝。CBS・ソニー制作部・若松宗雄にスカウトされ、若松の紹介で東京音楽学院九州校（渡辺プロ系列）に通い、東京の渡辺プロ本社にデモテープを送るが、写真選考で不採用となる。

1979年
- 6月、若松の導きによりサンミュージックプロダクションのオーディションを受けるため上京。社長の相澤秀禎や男性社員はピンと来なかったが、直接歌唱を聴いた音楽プロデューサーの女性幹部社員らに注目され合格。同プロダクションと契約。
- 7月、卒業を待たずに高校を中退。歌手デビューのため単身上京。サンミュージックの寮に入り、堀越高等学校に転入。その後、「松田聖子」という芸名を付与される。
- 11月、ニッポン放送『ザ・パンチ・パンチ・パンチ』のパーソナリティ「パンチ・ガール」のオーディションに合格。翌年1月からレギュラー出演開始。
- 12月、日本テレビ系ドラマ『おだいじに』に出演。役名も「松田聖子」。
- 12月、資生堂の洗顔クリーム「エクボ」のCMモデルのオーディションの最終審査でえくぼが出ず不合格（選ばれたのは山田由紀子）。

### 1980年代
1980年
- 2月、資生堂の洗顔クリーム「エクボ」のCMソングとして歌唱起用が決定。
- 4月1日、「エクボ」のCMソング「裸足の季節」で歌手デビュー。デビュー当時のキャッチフレーズは「抱きしめたい! ミス・ソニー」。
- 4月13日、NHK総合『レッツゴーヤング』にサンデーズのメンバーとしてレギュラー出演開始。
- 4月28日、「裸足の季節」で、フジテレビ『夜のヒットスタジオ』に初登場。
- 7月、デビュー3か月でファンクラブ発足 発会式には5,000人が集まる。
- 7月、よみうりランドグリーンステージで『さわやかコンサート』を開き、8,000人のファンを動員する。
- 7月3日、「裸足の季節」で、TBS『ザ・ベストテン』の「スポットライト」コーナーに初登場（11位）。
- 8月14日、「青い珊瑚礁」で、TBS『ザ・ベストテン』に初ランクイン（8位）。
- 9月18日、「青い珊瑚礁」で、TBS『ザ・ベストテン』の第1位を初めて獲得。
- 9月25日、『ザ・ベストテン』で「青い珊瑚礁」が2週連続第1位となる。
- 9月30日、日本青年館ファーストコンサート『First Kiss』開催。
- 10月 3枚目のシングル「風は秋色」で初のヒットチャート第1位獲得。
- 8月 - 12月、「青い珊瑚礁」で第22回日本レコード大賞新人賞をはじめ、10もの大きな音楽祭の賞を獲得。第31回NHK紅白歌合戦に初出場。「聖子ちゃんカット」と呼ばれるヘアスタイルが大流行し、「ブロマイド」の年間売り上げでトップに輝く。

1981年
- 1月、イタリアのサンレモ音楽祭に出場。
- 3月、「青い珊瑚礁」が1981年春の選抜高等学校野球大会の入場行進曲になる。
- 4月、初の全国横断コンサート（6か所8公演）の締めくくりに日比谷野外音楽堂で『'81聖子ビックコンサート in TOKYO』を開く。
- 7月 - 9月、コンサートツアー『Nice Summer Seiko』
- 8月8日、初主演映画『野菊の墓』公開。
- 8月13日、「白いパラソル」が、TBS『ザ・ベストテン』で番組史上初となる「初登場第1位」を獲得（9072点）。
- 12月、「聖子ちゃんカット」をバッサリ切り、ショートカットになる。
- この年の暮れから、父親の定年退職を機に両親を九州から呼んで共に暮らすようになる。のち神田正輝と結婚するまでは東京都目黒区東が丘の一軒家で、この家の門は、代表作「青い珊瑚礁」のサビ部分「あ〜私の恋は〜」の五線譜で飾られていた。

1982年
- 3月、CBS・ソニー・ヒット賞受賞。
- 4月 - 5月、コンサートツアー『FANTASTIC CONCERT』開催。
- 8月、新宿コマ劇場・梅田コマ劇場『聖子フェスティバル』
- 12月25日、初の日本武道館でのコンサート『Christmas Queen』を開く。

1983年
- 2月、12枚目のシングル「秘密の花園」が10曲連続シングルチャート1位となり、 9曲連続のピンク・レディーの記録を破る。
- 2月、大阪厚生年金会館で『Seiko New Year Concert』開催。
- 3月28日、沖縄市営体育館でのコンサートにて、「渚のバルコニー」の歌唱中に観客席から男が乱入し、工事用のプラスチックパイプで聖子の頭部を目掛けて数回殴打するという事件が発生。男は傷害の現行犯ですぐに逮捕されたが、聖子は右頭部と右手に全治約1週間の軽傷を負い恐怖で失神し、その日のコンサートは中止となったこの様子は日本テレビがザ・トップテンの放送のために撮影をしていたため、ワイドショー等で頻繁に放送された。その後、4月5日の熊本コンサートから復帰を果たした（なお、現地の当時の様子を伝えていた沖縄テレビの中安章生はザ・トップテンのスタジオと中継の際、誤って「白いパラソルを歌っていた」と伝えている）。
- 4月、フジテレビの音楽番組『ザ・スター』に出演。『ザ・スター 松田聖子スペシャル 振り向けば・・・聖子』放送。
- 7月、コンサートツアー『アン・ドゥ・トロワ』開催。中井貴一共演の主演映画『プルメリアの伝説 天国のキッス』公開（主題歌は13枚目のシングル「天国のキッス」）。
- 8月、「SWEET MEMORIES」がサントリー生ビールのCMソングに。ジャケット写真は最初のものと後に発売された両A面版と2パターンある。
- 11月17日、「SWEET MEMORIES」（9位、6796点）と「瞳はダイアモンド」（2位、8199点）が、TBS『ザ・ベストテン』で番組史上初となる「2曲同時初登場」を記録。
- 12月、日本武道館でコンサート『SEIKO LAND』開催。伊集院静が舞台演出。

1984年
- 1月 - 4月、コンサートツアー『JEWELS』開催（15か所16公演）。
- 4月 - 6月、コンサートツアー『FANTASTIC FLY』開催。日本武道館では香水をまく演出が話題に。伊集院静が舞台演出。
- 7月、ハワイ大学へ短期留学。羽賀研二共演の主演映画『夏服のイヴ』公開。
- 7月 - 11月、コンサートツアー『Magical Trump』開催。伊集院静が舞台演出。
- 12月、コンサートツアー『GOLDEN JUKE』開催
- 『ドレミファドン』のアンケートで「結婚したい女性」のNo.1（回答は若い男性対象）となる。

1985年
- 1月23日、交際を公にしていた歌手・郷ひろみと破局、東宝スタジオの食堂にて涙の会見を行う。
- 2月、ハワイから帰国した神田正輝が記者会見で松田聖子との交際を認める。
- 4月9日、神田正輝との婚約発表。
- 4月13日、神田正輝共演の主演映画『カリブ・愛のシンフォニー』（メキシコロケ）公開。
- 4月18日、『ザ・ベストテン』にて、結婚後の芸能活動は未定であり、引退も視野に休業する旨を報告。
- 4月 - 5月、コンサートツアー『SEIKO PRISM AGENCY』開催（5か所8公演）。
- 6月24日、神田正輝とサレジオ教会で結婚式を、ホテルニューオータニで披露宴を挙げる。2人の結婚は、世紀の結婚をもじって「聖輝の結婚」と呼ばれた
- 11月、翻訳した絵本『ベビー・ディヴァインの冒険』の発売。
- 12月、『第36回NHK紅白歌合戦』の出演以降、出産準備のため、約1年間テレビ出演などの主であった芸能活動を休止する。

1986年
- 東京都世田谷区砧に家を新築し、夫・両親と居住。その後、近隣に転居。
- 1月、神田法子名義で自叙伝『聖子』出版。
- 6月1日、妊娠中に収録したアルバム『SUPREME』をリリース。
- 10月1日、長女・神田沙也加を東京飯田橋の東京逓信病院で出産。
- 12月、『第28回日本レコード大賞』で『SUPREME』がアルバム大賞を受賞。1年ぶりにステージに立ち、アルバムから3曲をメドレーで歌唱。続いて『第37回NHK紅白歌合戦』にも出場。

1987年
- 4月、約2年ぶりのシングル「Strawberry Time」リリース。結婚・出産を経てもアイドル人気は衰えず、“ママになったアイドル”という意味の「ママドル」と呼ばれる。
- 4月、写真集『Five Seasons』（篠山紀信/撮影）出版。
- 4月23日、「Strawberry Time」でTBS『ザ・ベストテン』最後のスポットライトを獲得（2年ぶりの出演）。ランクインは次々週まで待つ事になる。
- 6月4日、「Strawberry Time」でTBS『ザ・ベストテン』最後の1位を獲得。
- 5月 - 6月、コンサートツアー『SEIKO SUPER DIAMOND REVOLUTION』開催（8か所15公演）。
- 9月、TBS特別企画ドラマ『スイート・メモリーズ』主演。

1988年
- 2月14日、東京都目黒区の自由が丘にブティック「フローレス・セイコ」(Flawless Seiko) をオープン。「フローレス (Flawless)」とは "（宝石が）傷のない、完璧な" という意味で、ダイアモンドの最高級を表す。（※2014年11月1日に「felicia club by Seiko Matsuda」に店名を改名しリニューアルオープン）
- 3月、CBS・ソニー・ゴールドディスク大賞受賞。
- 4月28日、「Marrakech〜マラケッシュ〜」でTBS『ザ・ベストテン』最後の出演。
- 5月 - 9月、コンサートツアー『Sweet Spark Stream』開催（19か所25公演）映画監督・根岸吉太郎が演出を手がける。
- 9月、26枚目のシングル「旅立ちはフリージア」で24曲連続チャート1位獲得。
- 10月27日、「旅立ちはフリージア」でTBS『ザ・ベストテン』最後のランクイン（10位）。
- 12月、『第39回NHK紅白歌合戦』に「Marrakech〜マラケッシュ〜」で9年連続出場。80年代最後の紅白出演となった。

1989年
- 6月30日、所属事務所「サンミュージックプロダクション」との契約を満了。独立し、個人事務所「ファンティック」に籍を置く。
- 9月、写真集『NO COMMENT』（篠山紀信/撮影）出版。
- 12月 - 1月、コンサートツアー『Precious Moment』開催（6か所14公演）

### 1990年代
1990年
- 5月、シングル「THE RIGHT COMBINATION」(USA) で、「New Kids On The Block」のDonnie Wahlbergとデュエット。
- 6月、アルバム『Seiko』で全米デビュー、アメリカでは『USマガジン』や『インターセクト』で特集される。またイギリスのTV-amの朝のワイドショー番組『Good Morning Britain』（1990年8月）、BBCテレビにも出演し、世界中のメディアに登場。

1992年
- 2月、ブティック「フローレス・セイコ」が4周年を迎え、記念イベントが行われ2,000人のファンが詰めかける。
- 3月25日、初の聖子自身による全曲作詞作曲プロデュースアルバム『1992 Nouvelle Vague』発売。先行シングルは、自身初の主演連続ドラマTBS『おとなの選択』の主題歌「きっと、また逢える…」。この年から本人による作詞作曲プロデュースによる楽曲発表が主体となっていく。
- 6月 - 7月、コンサートツアー『1992 Nouvelle Vague』開催（10か所16公演）。
- 12月、初のクリスマスディナーショー（4か所8公演）を開く。

1993年
- 6月 - 7月、コンサートツアー『DIAMOND EXPRESSION』開催（16か所24公演）。
- 12月、クリスマスディナーショー開催（全国13か所21公演）。

1994年
- たかの友梨ビューティークリニックのイメージキャラクターに選ばれ、「ヌーディッシュ宣言」と題した本人の巨大広告やTVCMが話題となり、ワイドショーやマスコミなどで「第2次聖子ブーム」と騒がれる。
- 6月 - 8月、コンサートツアー『Glorious Revolution』開催（19か所28公演）。
- 12月、クリスマスディナーショー開催（10か所21公演）。

1995年
- 6月 - 8月、コンサートツアー『It's Style '95』開催（23か所33公演）。
- 12月、クリスマスディナーショー開催（全国8か所22公演）。

1996年
- 5月にハリウッドとの合作作品となる主演映画『サロゲート・マザー』が公開。主題歌「I'll Be There For You」を同曲の提供者でもあるロビー・ネヴィルとデュエットする。
- 5月発売米誌『BIKINI』でセミ・ヌードを披露。
- 再び全米進出を目指すため、デビュー以来所属したソニーレコードを離れ、「マーキュリー・ミュージックエンタテインメント」に移籍。
- 6月10日、全米進出第2弾となる「WAS IT THE FUTURE」を発売する。
- シングル「あなたに逢いたくて〜Missing You〜」が8年ぶりのオリコンシングルチャート1位、売り上げ110万枚とミリオンセラーを突破し、自身最大のヒットとなる。
- 6月、コンサートツアー『Vanity Fair』開催（21か所39公演）。
- 12月、クリスマスディナーショー開催（8か所20公演）。

1997年
- 1月、神田正輝と離婚。離婚のニュースは、芸能報道の枠を超えて各局とも一般ニュース枠でも報じ、号外が出された。神田との離婚後も、学業半ばの娘の姓が変わらないようにするため婚氏続称を選び、民法上は神田姓であった。
- 6月 - 7月、コンサートツアー『My Story』開催（13か所26公演）。
- 12月、クリスマスディナーショー開催（全国8か所22公演）。

1998年
- 5月、6歳年下の歯科医師と交際2か月で結婚。会った瞬間「ビビビッと来た」というコメントが流行語になり、「ビビビ婚」などと呼称された。
- 6月 - 11月、コンサートツアー『Forever』開催（全国8か所22公演）（広島及び福岡公演は急病のため延期となった）。
- 12月、クリスマスディナーショー開催（全国8か所21公演）。

1999年
- マネージメント事務所を「ファンティック」からソニーのプロデューサーであった若松宗雄が代表を務める「グリーンパークミュージック」に移籍。
- 10月、事務所移籍の諸事情で武道館他全国アリーナ会場の使用予約をとる事ができなかったため、初のライブハウス・ツアー『Zepp Tour』開催（4か所9公演）。
- 12月18日、11年半ぶりに作詞家に松本隆を起用したアルバム『永遠の少女』を発売する。なお先行シングルの「哀しみのボート」は、フジテレビ系で放送されたテレビドラマ『OUT〜妻たちの犯罪〜』の挿入歌となった。
- 12月、クリスマスディナーショー開催（11か所17公演）。

### 2000年代
2000年
- 7月 - 8月、コンサートツアー『SEIKO MATSUDA CONCERT TOUR 2000』開催（9か所16公演）。
- 9月、かつて交際していた郷ひろみとのデュエット曲「True Love Story」発表の話があり受諾・発表し世間を驚かせる。
- 12月、二度目の離婚。
- 12月、クリスマスディナーショー2000開催（12か所18公演）。

2001年
- 3月、初のスプリングディナーショーを開催する（全国9か所17公演）。
- 6月 - 8月、コンサートツアー2001『LOVE & EMOTION』開催（全国13か所23公演）。
- 11月 - 12月、クリスマスディナーショー開催（全国12か所）。

2002年
- ソニー・ミュージックエンタテインメントに復帰。
- 芸能事務所「グリーンパークミュージック」から「ファンティック」に再移籍。
- 3月11日、ダイヤモンドのように最も輝く女性として『ダイヤモンド・パーソナリティー賞』を受賞し1000万円相当のダイヤを授与される。
- 6月21日、全米進出第3弾となる『area62』をHIP-O RECORDSより全米にて発売。
- 毎年恒例となっている夏のコンサートツアーには、発売されたアルバムタイトルがそのままツアータイトルになる事がほとんどだが、02年には国内でのアルバム発売がなかったために『Seiko Matsuda Concert Tour 2002 Jewel Box』と題したコンサートツアーが開催され約15万人を動員する。
- 11月 - 12月、クリスマスディナーショー2002開催（全国15か所20公演）。
- 12月31日、この年から2003年まで、大阪城ホールで年末のカウントダウン・ライブを行う。BS中継もされた（2005年以降は東京体育館で開催）。

2003年
- 同年もアルバム発売がなかったため、夏のコンサートツアー（『SEIKO MATSUDA CONCERT TOUR 2003 Call me）は同年6月に発売されたシングル「Call me」をツアータイトルとし、「Call meでMeet me」キャンペーンと銘打った抽選により、ファンの楽屋招待と握手という直接交流企画を自身のコンサートツアーにおいて初めて実施して話題となる（全国12か所20公演）。
- 11月 - 12月、クリスマスディナーショー開催（全国11か所）。岐阜市内のホテルでのディナーショーのアンコール中、握手した手を離さない男性ファンがいたため、ステージ上でしりもちをつき「頚椎捻挫、背部挫傷」の全治3週間の怪我を負う。

2004年
- 5月3日、横浜スタジアムにて横浜-巨人戦の始球式を行う。
- 7月11日、長野オリンピックスタジアムでのサンヨーオールスターゲーム第2戦のゲーム前に「君が代」を斉唱する。
- 約3年ぶりのオリジナルアルバム『Sunshine』が、7月21日付のオリコンアルバムチャート（週間）で初登場6位を獲得。アルバムトップテン入りで女性アーティストでは松任谷由実に並ぶ歴代1位に輝いた。
- 10年ぶりに出演（障害児童の母親役）したテレビドラマ『たったひとつのたからもの』（日本テレビ）が関東地区で平均30.1%、関西地区で平均23.6%（ビデオリサーチ調べ）の高視聴率となる。なお、このドラマはアジア・テレビジョン・アワード2005 単発ドラマ部門 最優秀作品賞を受賞する。
- 12月31日、デビュー25周年記念イベントを記念してファンクラブ限定の『スーパープレミアムコンサート』を新高輪プリンスホテルにて16時からと20時45分からの2部にわけて開催される。会員限定という事もあり、通常のコンサートやディナーショーとは違い、聖子自身の幼少からの未公開写真や縁の品を観覧室に展示し順に観覧できるという特別な趣向が凝らされたイベントを行う。

2005年
- 6月5日のさいたまスーパーアリーナを初日に、歌手活動25周年に当たる全国ツアー『fairy』を開始。台湾のファンからの強い要請に応え、8月20日、最終公演を台湾の新荘市にある新荘体育館で行う（デビュー初の海外公演）。観客5000人から熱烈に歓迎され、中国語でも歌った。
- 9月5日開始のAMラジオ史上初となる全国民放AMラジオ47局の統一キャンペーン「あなたに伝えたい〜言い出せなかった“ありがとう”」キャンペーンソングに「しあわせな気持ち」が起用され、11月には特別番組のメインパーソナリティーも務める。

2006年
- 7月31日付オリコン・アルバムチャートで10万円の74枚組CDボックス『Seiko Matsuda』を96位にランクインさせた。このボックス・セットは週間売上金額で2億1500万円を記録し、2位の『Beautiful Songs〜ココロ デ キク ウタ〜』（9300万円）を2倍以上引き離していた。また、これまで、アルバムでチャートイン（トップ300）した最高額作品は、1989年8月の美空ひばりの6万円の35枚組『今日の我に明日は勝つ』（9位）であったが、松田聖子はこの記録を16年11か月ぶりに更新した。その後、当初の発売予定の1万セットを完売し、売り上げだけで約10億円となる。

2007年
- 松田聖子を取り上げたドキュメンタリー『松田聖子〜女性の時代の物語』（NHK総合）が放映される。視聴率は9.3%（同放送の平均視聴率は5〜6%前後とされる：ビデオリサーチ調べ）であった。3月、歌手活動について古巣の「サンミュージック」と業務提携契約を締結。
- 8月1日、横浜スタジムにて横浜-巨人戦の始球式を行う。
- 11月20日、沖縄で24年ぶりの公演（ディナーショー）。

2008年
- 7月5日公開の実写版『火垂るの墓』で清太の母・雪子を演じ7年ぶりの映画出演となる。回想シーンでの登場を除けば登場は冒頭のみだが同作の挿入歌を担当。

2009年
- 6月15日、ユニバーサルミュージックへの移籍を発表。
- 毎年恒例となっている夏のコンサートツアーには、発売されたアルバムタイトルがそのままツアータイトルになる事がほとんどだが、09年にはアルバムの発売がなかったために『Seiko Matsuda Concert Tour 2009 My Precious Songs』と題したコンサートツアーが開催され約14万人を動員する。

### 2010年代
2010年
- 4月21日、プリンセス・セイコとして矢島美容室とコラボレーションしたシングル「アイドルみたいに歌わせて」をリリース。
- 5月5日、シングル「いくつの夜明けを数えたら」がフジテレビ『チーム・バチスタ2 ジェネラル・ルージュの凱旋』の主題歌となる。ドラマ主題歌としては14年ぶりの起用であった。
- 5月19日、26日の2週に渡ってNHKの『SONGS』で松田聖子スペシャルが放送され、1週目が7.5%（同番組の平均視聴率は3 - 4%前後とされる：ビデオリサーチ調べ）で番組史上歴代2位の視聴率となり、翌2週目にはさらに視聴率を伸ばし、8.3%と歴代1位となる視聴率を獲得した。
- 6月6日 - 8月7日、『30th Anniversary SEIKO MATSUDA CONCERT TOUR 2010 My Prelude』を開催（10箇所14公演）、計15万人以上動員する。
- 10月10日、20年ぶりとなるファンクラブ会員限定の『30周年記念ファンの集い』を赤坂プリンスホテルにて開催。参加は有料抽選申し込みであったが、日程的に急であったにも関わらず予想以上に申し込み人数が多くなってしまったため、4回に分けてファンの集いを行い、約5000人のファンと交流を果たす。
- 10月20日、東京国際フォーラムでデイヴィッド・フォスターの実に16年ぶりの日本公演となる『DAVID FOSTER &FRIENDS JAPAN TOUR 2010』にスペシャルゲストとして登場し、デイビッドが88'年に聖子に作曲提供した「抱いて」を彼のピアノ伴奏にて披露する。
- 1983年に放映を開始したサントリーのTV-CMで、聖子自身が名前を伏せ「SWEET MEMORIES」をアニメのペンギンにあてて歌い話題となったが、そのアニメキャラクターのペンギンと27年ぶりに再びサントリーの缶コーヒー「ボス シルキーブラック」のCMで競演を果たし話題となる。

2011年
- 6月 - 8月、コンサートツアー『SEIKO MATSUDA CONCERT TOUR 2011 Cherish』を開催（7箇所11公演）
- 9月7日、Hollywood Bowlで開かれたクインシー・ジョーンズ主催の『Quincy Jones Global Gumbo All Stars』にゲスト出演し、クインシーとの話し合いで同年3月11日に起きた東日本大震災への復興への願いも込めて全米ビルボード1位にもなった坂本九の「スキヤキ」を歌う。
- 10月1日、毎年恒例の夏の全国コンサートツアー中、客席のファンからの要望が多かった事により、昨年の30周年記念のファンの集いに引き続き、この年はザ・プリンスパークタワー東京で2年連続となるファンの集いを、司会進行に、松田聖子の大ファンと公言し続けている藤井隆を迎え開催、4回に分け約5000人のファンと交流する。
- 11月 - 12月、クリスマスディナーショー開催（12箇所27公演）
- 11月23日、30周年記念シングルとして竹内まりやとの初コラボレーションによる「特別な恋人/声だけ聞かせて」を発売。女性アーティストによるシングル詞・曲楽曲提供は、1985年発売の尾崎亜美の「ボーイの季節」以来約26年ぶりとなる。
- 12月16日放送の『オールナイトニッポンGOLD』（ニッポン放送）の公開録音を28年ぶりにファンを抽選で招待し行う。
- 12月31日、毎年恒例となっているカウントダウン・ライブのため出場していなかった「NHK紅白歌合戦」に、カウントダウンのライブ会場である東京体育館から中継という形で10年ぶりに出場し、「震災復興に“親子の絆”という事で少しでも勇気を与えられたら」と、娘である神田沙也加と共に、自身の曲ではなく坂本九の「上を向いて歩こう」をデュエットした。

2012年
- 5月2日、自身が作詞・作曲を手がけた新曲「涙のしずく」を発表。「涙のしずく」は、2012年4月28日公開の映画『わが母の記』のイメージソングに決定した。
- 6月 - 8月、コンサートツアー『SEIKO MATSUDA CONCERT TOUR 2012 Very Very』を開催（6箇所9公演）
- 6月13日、自身の公式ホームページにて一般男性との結婚を発表。再々婚後も神田姓を続称しているかどうかは明らかにしていないため、2013年現在の本名は不明。
- 9月に全米でリリースされたジャズグループ、フォープレイのアルバム『Espirit De Four』の中の「Put Our Hearts Together」でゲストボーカリストとして参加。この曲は東日本大震災の追悼も込めた形でボブ・ジェームスが作ったもの。
- 9月9日、東京国際フォーラムで行われた『東京JAZZ 2012』に、ボブ・ジェームス率いるユニットの特別ゲストとして出演。
- 10月29日、『Put Our Hearts Together コンサートin 大船渡』に出演。この模様は12月27日、NHK総合テレビでドキュメンタリー番組として放送された。
- 11月4日、舞浜アンフィシアターにてファンミーティング開催。司会は藤井隆。
- 11月 - 12月、クリスマスディナーショー開催（9箇所20公演）
- 12月28日 - 29日、舞浜アンフィシアターにて初のバラードコンサート『Seiko Ballad』を開催。

2013年
- 4月2日、京セラドーム大阪にて、阪神―中日戦の始球式を行う。
- 4月23日、6月5日に発売される藤井隆のCDシングル「She is my new town / I just want to hold you」の作詞・作曲・プロデュースを手掛けた事を発表。2曲ともにコーラスでも参加している。
- 6月 - 7月、コンサートツアー『SEIKO MATSUDA CONCERT TOUR 2013 A Girl in the Wonder Land』を開催（5箇所8公演）
- 7月31日 - 8月1日、東京国際フォーラムで行われたクインシー・ジョーンズの32年振りとなる来日公演にシークレットゲストとして出演。
- 9月14日、幕張メッセで行われた『UNIVERSAL SIGMA 10TH ANNIVERSARY 「SIGMA FES. 2013」 〜U-EXPRESS LIVE AUTUMN〜』に出演。
- 9月16日、舞浜アンフィシアターにてファンミーティング開催を予定するも荒天のため中止となる。
- 10月30日、クリス・ハートとのデュエットソング「夢がさめて」を発売。
- 11月2日、TOKYO FM 『McDonald's SOUND IN MY LIFE』のゲストとして東京・渋谷スペイン坂スタジオに生出演。その後、東京・お台場ヴィーナスフォートでシングル発売記念イベントを開催。
- 11月 - 12月、クリスマスディナーショーを開催（10箇所22公演）
- 12月31日、グランドプリンスホテル新高輪「飛天」にて、『2013 New Year's Eve Live Party』を開催。2回公演で、2回目は紅白歌合戦と、カウントダウンセレモニーが含まれていた。

2014年
- 2月28日、個人事務所「ファンティック」から、新たに立ち上げた事務所「felicia club」へ移籍。
- 6月8日 - 8月31日、コンサートツアー『〜Pre 35th Anniversary〜 Seiko Matsuda Concert Tour 2014 Dream & Fantasy』を開催（11箇所14公演）
- 11月1日、「felicia club by Seiko Matsuda」（feliciaとclubの間はハートマーク）が自由が丘に開店
- 11月21日 - 12月24日、クリスマスディナーショーを開催（10箇所22公演）
- 12月31日、第65回NHK紅白歌合戦に大トリとして出場し、個人別で最高視聴率を獲得する。

2015年
- 4月17日 - 18日、舞浜アンフィシアターにて『35th Anniversary "Thank You Event!!"』と称したファンミーティングを開催する（合計5公演）。司会はモト冬樹
- 6月13日 - 8月30日、コンサートツアー『〜35th Anniversary〜 Seiko Matsuda Concert Tour 2015 "Bibbidi-Bobbidi-Boo"』を開催（5か所8公演）
- 10月1日、六本木ヒルズアリーナで催された映画『PAN〜ネバーランド、夢のはじまり〜』ジャパン・プレミアレッドカーペットに出演する。
- 10月11日、舞浜アンフィシアターにて『35th Anniversary Seiko Matsuda Fan Meeting 2015』を開催する（1日3公演）。キーボード奏者・野崎洋一とアルバム『SQUALL』から『Canary』までを振り返る。
- 11月 - 12月、クリスマスディナーショー開催（11か所24公演）
- 12月31日、第66回NHK紅白歌合戦に2年連続大トリとして出場した。

2016年
- 4月17日、舞浜アンフィシアターにてファンミーティング『SEIKO MATSUDA 2016 "Heart♡心"EVENT!!』を開催（1日2公演）
- 6月11日 - 9月22日、コンサートツアー『Seiko Matsuda Concert Tour 2016 Shining Star』を開催（5か所9公演）
- 11月 - 12月、クリスマスディナーショー開催（10か所22公演）

2017年
- 6月10日 - 8月20日、コンサートツアー『Seiko Matsuda Concert Tour 2017 Daisy』を開催（5か所8公演）。7月8日の東京公演は、ケガのため椅子に座った状態で行われた。関係者によると、数日前に転倒した際に背中と腰を強打し、一時は立ち上がる事もできなかったという。翌日の公演も同様に行われ、2日間の東京公演を決行した。
- 11月2日、オーチャードホールにて『SEIKO JAZZ 2017』を開催。
- 11月 - 12月、クリスマスディナーショー開催（10か所21公演）。
- 11月24日スタートのNHKのドラマ『マチ工場のオンナ』の主題歌「新しい明日」を担当。同局のドラマ主題歌を歌うのは初めて。

2018年
- 1月25日、大阪フェスティバルホールにて『SEIKO JAZZ』を開催。
- 2月9日、愛知県芸術劇場大ホールにて『SEIKO JAZZ』を開催。
- 3月10日、舞浜アンフィシアターにて『SEIKO MATSUDA Birthday party 2018』を開催。（1日3公演）
- 6月9日 - 9月2日、コンサートツアー『Seiko Matsuda Concert Tour 2018 Merry-go-round』を開催（5か所8公演）
- 11月4日､　Billboard Live Tokyoにて『PREMIUM SEIKO JAZZ LIVE 2018』を開催
- 11月 - 12月、クリスマスディナーショー開催（11か所24公演）

2019年
- 2月27日、オーチャードホールにて『"SEIKO JAZZ 2" Concert Tour 2019』を開催
- 6月8日 - 8月3日、コンサートツアー『Pre 40th Anniversary Seiko Matsuda Concert Tour 2019 "Seiko's Single Collection"』を開催。
- 7月5日 - 8月5日、6日、8日の追加公演が発表され日本武道館は3daysになり福岡は久留米2daysが追加され千秋楽は大阪城ホールとなった。
- 11月 - 12月、クリスマスディナーショー開催（11か所23公演）

### 2020年代
2020年
- 3月14日、中野サンプラザホールにて"SEIKO MATSUDA プレミアム バースデーステージ 2020"を開催予定も新型コロナウィルス感染拡大の影響により中止
- 4月1日、『SWEET MEMORIES 〜甘い記憶〜』を先行配信リリース
- 6月6日 - 10月3日、Seiko Matsuda Concert Tour 2020 "Singles & Very Best Songs Collection!!"を開催予定であったが、新型コロナウイルス感染拡大の影響により2021年6月以降に延期
- 7月15日、『瑠璃色の地球 2020』を配信リリース
- 10月3日、デビュー以来初のライブ配信『40th Anniversary Seiko Matsuda 2020 "Romantic Studio Live”』を動画配信サービスU-NEXTにて開催。U-NEXTによるライブ配信最高峰の高音質・高画質を意味するPREMIUM LIVE EXPERIENCEでの初の作品となる
- 12月、グランドプリンスホテル新高輪 大宴会場 飛天にてクリスマスディナーショー開催（4日4公演）
- 12月31日、日本武道館にて40th Anniversary「Seiko Matsuda 2020」Pre Count Down Concert!!〜今年中に会いたかったよ!!(*´▽｀*)〜を開催。“40th Anniversary「Seiko Matsuda 2020〜2021」Count Down Concert！！〜新年 最初に会えるねっ！！(*‘∀‘)〜”は電車終夜運転中止による移動手段制限のため中止。

2021年
- 4月1日、『青い珊瑚礁〜Blue Lagoon〜』を配信リリース
- 6月2日、『時間の国のアリス〜Alice in the world of time〜』を配信リリース
- 6月5日 - 10月24日、Happy 40th Anniversary!! Seiko Matsuda Concer Tour 2020〜2021 "Singles & Very Best Songs Collection!!"を開催
- 12月15日 - 18日 、グランドプリンスホテル新高輪 大宴会場 飛天にてクリスマスディナーショー「SEIKO MATSUDA Christmas Dinner Show 2021」を開催。最終日（19日）は中止となった。また、23日から26日までホテルニューオータニ大阪で開催予定であった公演も全て中止となった。25日には、出場を予定されていた『第72回NHK紅白歌合戦』を辞退したことがNHKにより発表された。

2022年
- 4月9日 - 10日、グランドプリンスホテル新高輪 大宴会場 飛天にて「SEIKO MATSUDA Premium Dinner Show 2022」を開催｡
- 5月5日 - 7日、ホテルニューオータニ大阪 鳳凰の間にて「SEIKO MATSUDA Premium Dinner Show 2022」を開催｡
- 6月11日、コンサートツアー『Seiko Matsuda Concert Tour 2022“My Favorite Singles & Best Songs”』がさいたまスーパーアリーナにて開幕。
- 9月2日、日本武道館公演120回を達成。
- 9月3日、日本武道館にてコンサートツアー(5箇所10公演)が閉幕。
- 11月12日、HBO Asia "FOLKLORE 2" 松田聖子初監督作品 "The Day Wind Blew～あの風が吹いた日～" 特別上映会＆松田聖子監督プレミアムシネマトークショーが開催される (1日2回)｡
- 12月14日 - 17日、グランドプリンスホテル新高輪 大宴会場 飛天にて「SEIKO MATSUDA Christmas Dinner Show 2022」を開催。
- 12月23日 - 26日、ホテルニューオータニ大阪 鳳凰の間にて「Seiko Matsuda CHRISTMAS DINNER & CONCERT 2022」を開催。

2023年
- 5月27 - 28日、東京都世田谷区でファンミーティング(1日2回)開催。
- 6月10日、コンサートツアー『Seiko Matsuda Concert Tour 2023“Parade”』がさいたまスーパーアリーナにて開幕。
- 9月3日、日本ガイシホールにてコンサートツアー(5箇所12公演)が閉幕。

2024年
- 3月24日、4年間の受講を経て、中央大学法学部通信教育課程を卒業した。マスク姿などで変装しながら実際にキャンパスへ登校し、教員との対面授業にも臨んでいたという。同日に後楽園キャンパス（東京都文京区）にて開催された卒業式に出席した。卒業式後に茗荷谷キャンパスで行われた通信教育課程の卒業証書・学位記授与会場で、卒業生を代表してスピーチを行った。

## エピソード
芸能界が「百恵引退後のアイドル像」を模索する中で、百恵の「実人生とアイドル像を限りなく一致させる」方針とは正反対の「ドレスを着飾ったアイドルの原点」を演じるという方向性を取り、実際に衣装や容姿に自身の主張を通していた。『聖子ちゃんカット』も自身が行きつけの美容室で相談しながら作り上げたものである。聖子のアイドル像は、百恵の徹底した「脱アイドル」以前にあった「アイドルの原点」を表現する事にあり、これが若者の支持を集めたのではないかと評されている。百恵が引退した1980年10月の時点で、デビュー半年後の聖子は既に「ポスト山口百恵」の筆頭として認知されるに至っていた。

### ぶりっ子
「ぶりっ子」という呼称は、当時の人気漫才コンビ春やすこ・けいこや山田邦子が、聖子の見せる可愛いらしい仕草や言動がわざとらしいとしてからかったのが始まりで、ラジオ番組などで見せるサバサバした砕けた横顔とのギャップが顕著である事がその要因とされる。また、レコード大賞新人賞を受賞した際に故郷の母親と電話でやり取りをする場面で、顔をしかめて泣き声を上げながらも、涙が明確に見えなかった様子から「うそ泣き聖子」と呼ばれ、「年上や男性、大衆に媚びるのが上手いしたたかな女」と、当時の女性の反感を買っていた面もある。この言葉は当時の流行語にまでなった。また、世間に浸透してその後も長らく使われるようになった事から、流行の発端となった聖子の事を「元祖ぶりっこ」と呼ぶ動きもある。
上記のように、本来は否定的な意味合いを含む言葉で、人気者への嫉妬や羨望から来るものが大きい。ただ、彼女がアイドルとして第一線で活躍を続けて実力を示すに従い徐々にそのような意味合いは薄れていき、彼女の人気を盛り立てる要素となっていった。2013年放送のNHK・朝の連続テレビ小説『あまちゃん』第38話では、主人公の母・春子が実在の人物である聖子について、「ぶりっ子って言葉の語源は聖子ちゃんだからね。かわい子ぶっているのに同性に嫌われない。むしろ憧れの対象だったわけ。」と語る場面があった。
実際に大衆から「ぶりっ子」と呼ばれていたのはデビューから数年ほどの間で、それ以降は自身もコントなどで露骨に「ぶりっ子」を演じたり、他人を「ぶりっ子」呼ばわりするなど、ネタとして使用する事も多かった。また、バラエティ番組などで「ガハハ」と声を上げて豪快に笑ったり、トーク時に飾らない言葉で受け答えするなど素の部分を見せた事で逆に共感を得ていった面もある。

### ヘアスタイル
1980年代には聖子の髪型を真似た「聖子ちゃんカット」が世間の女性の間で大流行した。後に登場した多くのアイドル達（「花の82年組」と呼ばれる小泉今日子、松本伊代、堀ちえみ、石川秀美など）も同様のスタイルでデビューするなど、この時代の女性達に与えた影響は大きい。聖子自身はそんな「聖子ちゃんカット」流行真っ只中の1981年の暮れにばっさり切り、ショートカットにしている。よって、彼女自身がこの髪型にしていたのはデビュー年の1980年から81年暮までの約2年間であった。聖子がショートカットにした事で追随する後続アイドルたちもまたこぞってショートカットに変え、今度はショートカットブームが訪れた。1982年には「聖子ちゃんず」というそっくりさんユニットまでもが登場し、メンバーそれぞれが聖子ちゃんカットのバージョン違いを披露している。
「ソバージュ」とよばれる1980年代後期から世間で流行したカーリーヘアーも、まだ日本ではそのスタイル名も聞き慣れない1983年頃にいち早く取り入れて披露すると、名前が知れ渡り一気に広まっていく事になる。1984年の秋に映画『カリブ・愛のシンフォニー』撮影用にニューヨークで髪型を変えるまでは、所属事務所近くの美容室『ヘアーディメンション』四谷店が行きつけであった。
1990年代中頃からは、前髪を上げて額を大きく露出させる髪型が多く、彼女を象徴するスタイルとなっている。近年では、髪を下ろした時にワンレングスのロングヘアーになっている場合が多い。

### 語学力と海外作品への出演
1990年のアメリカでの歌手デビューのために徹底的に英語を学び、CNNのインタビューその他で堪能な英会話力を示し、また2005年の台湾におけるコンサートなどでは北京語も披露している。1990年代後半は歌手デビュー以外にもハリウッドデビューも考え、積極的にオーディションを受けて幾つか端役も得ている。
1998年公開の映画『アルマゲドン』で、日本人観光客の役として数秒ほどのシーンだがカメオ出演を果たしている。
1999年に公開されたキルスティン・ダンスト主演の『わたしが美しくなった100の秘密』という青春コメディーの作品にて、ストーリーに無関係の冒頭のアジア人家族の娘役として登場した。
2010年には、アメリカの人気サスペンスドラマ『BONES』のシーズン5・第15回『魂の伴侶』に、主人公のベストセラー作について取材する為に訪米した「リク・イワナガ」役でゲスト出演した。

### 交友
デビュー当時は同期である岩崎良美、浜田朱里らと仲が良かったとされ、特に堀越高等学校の同級生でもあった良美とは聖子の結婚後も長く付き合いが続いていたという。浜田朱里とは2022年4月に都内で久々に再会していた事を女性週刊誌で報道された。同じく同期の田原俊彦は番組やCMなどで共演する機会が非常に多く、お互いのファンが心配するほど親密な仲であった。ただ、恋仲という訳ではなく、共に「良き友人であり、良きライバル」だと発言している。他にも、当時同じレコード会社で共演機会も多かった近藤真彦とは昔から交流があり、1988年にはたまたま同じタイミングでニューヨークでの仕事があり、せっかくの機会だから会おうと、お互いのスタッフを交えて食事をした事がある。
飲酒の習慣がない聖子は芸能界での交友録も多くはないと云われているが、元夫で神田正輝のゴルフ友達でもあったモト冬樹とは家族ぐるみの付き合いがあり、プライベートでカラオケに行ったり、自宅に招いて食事を振る舞う事もあったという。小柳ルミ子はデビュー当時から40年来の交流があり、聖子の父親からも「ルミちゃん」と呼ばれて信頼されていたという。聖子を妹のように可愛がって今もメールのやり取りやお互いにプレゼントを贈ったりしていると、小柳のブログやインタビューで度々明かされている。

### その他
- 1980年前半の全盛期を迎えていた頃、ジャイアント馬場との初対面の際に馬場から、「俺は水戸黄門しか見ないから（松田聖子を）知らない」と言われた事がある[注釈 10]。
- 1990年代後半からは「ディナーショーの女王」として知られ、1992年より毎年行われるそのショーは高い人気を誇っている。チケット代は日本の全タレントの中で最も高い部類に入るが、常に即日完売となり入手が困難だと言われている。グランドプリンスホテル新高輪などのS席は50,500円と高額で、過去にはヒルトン名古屋にて4人セットで220,000円という価格のものも存在した。
- 2003年11月、兄が卒業した久留米大学附設高等学校の同窓会東京支部の総会に、私人としてノーギャラで、旧姓の蒲池法子でゲスト出演した。子供の頃から兄とは仲がよい[67]。
- 2006年5月19日放送の『ぐるぐるナインティナイン』の「ゴチになります!7」にVIPチャレンジャーとして登場し、レギュラー陣を抑えて第1位を獲得。ニアピン賞付きで5万円を獲得する快挙を達成。しかし、2回目の出演では逆にビリになって自腹で払っている。
- 「蒲池」という名字が、ZARDの坂井泉水（本名：蒲池幸子）と同じなので、従姉妹や親戚なのではないか、と噂されることがあったが、仮に遠い先祖が同じであったとしても、2人は従姉妹でもなければ親戚でもない。
- 元夫の神田正輝、娘の神田沙也加と共に干支が3人全員寅年である。
- 2015年4月に開催されたファンクラブイベント『Thank You Event!!』において、本人より明らかにされたエピソード。
  - 『ミス・セブンティーンコンテスト』九州地区大会出場時には、2曲の楽曲を準備するよう指示があったため、桜田淳子の「気まぐれヴィーナス」と渡辺真知子のデビュー曲「迷い道」を準備しリハーサルで歌ったところ、係員より前者の「気まぐれヴィーナス」を指定された。
  - 上京の1か月後より収録・出演したドラマ『おだいじに』において、九州訛りが抜けずにNGを連発。杉村春子、池内淳子などの大御所俳優に迷惑をかけたと語っている。
  - 健康維持・リフレッシュの方法は入浴と睡眠である。入浴剤は使用せず、43℃の熱い真湯に10分間ほど入る（シャワー使用時は45℃に表示されている）。ストレッチを毎日行っている。

## 評価
出版プロデューサーの但馬オサムは「容姿だけでなく歌の表現力でも1980年代のアイドル歌手としては突出したものを持っていた」と評価しており、歌の下手なアイドルでも通用した「かわい子ちゃん歌手」の時代からの転換を象徴していた。声量に関しても特筆すべきものがあり、初期の楽曲の作詞を手掛けた三浦徳子は初めて聖子の歌声を聴いた時を振り返って「いくらでも声が出るんで驚きました。マイクなんかいらないくらい」とコメントしている。また、三浦が「母音をしゃくりあげるような歌い方」と表現する特徴的な歌唱法は同じく初期の楽曲の作曲を手掛けた小田裕一郎から受けたレッスンの影響によるもので、彼の歌い方にそっくりだという。
聖子を発掘してプロデュースしたCBS・ソニーディレクターの若松宗雄は、聖子の魅力について第一に声質を挙げ、透明感と強さ、その中に娯楽性とある種の知性を感じたと語っている。絶頂期は多忙なスケジュールから曲のレッスンを受ける時間はなく、レコーディング当日にスタジオで初めて楽曲を聴いて即収録に挑んでいた。プロデューサーからはとにかく勘が良いと言われており、2〜3回デモを聞いただけで曲調を覚えて世界観を表現し歌えるようになっていたという。好調なセールスを基盤に、若松は有能なスタッフの起用や新技術の導入を惜しみなく行った。オリジナルアルバム「Pineapple」は1982年10月1日に世界初のCDとして発売された50タイトルの中に名を連ねている。1983年発売のアルバム「ユートピア」からデジタルレコーディングが行われるようになり、デジタルレコーディングの先駆者となった。マルチトラック・レコーダーには後にCDマスタリングのスタンダードとなるソニーのPCM-3324が導入され、CD時代を見据えた準備を他のアイドルよりも数年早く開始していた。1983年には過去作品も含めて音質にこだわったCD、マスターサウンドLP、メタルマスターCTが発売された。

## 作品

### シングル
|      | タイトル                                                        | c/w                                    | 発売日                                         | 規格          | 品番          | JP |
| ---- | --------------------------------------------------------------- | -------------------------------------- | ---------------------------------------------- | ------------- | ------------- | -- |
| 1st  | 裸足の季節                                                      | RAINBOW 〜六月生まれ                   | 1980年4月1日                                   | EP            | 06SH746       | 12 |
| 1st  | 裸足の季節                                                      | RAINBOW 〜六月生まれ                   | 2004年4月14日                                  | CD            | SRCL-5675     | 94 |
| 2nd  | 青い珊瑚礁                                                      | TRUE LOVE 〜そっとくちづけて〜         | 1980年7月1日                                   | EP            | 06SH802       | 2  |
| 2nd  | 青い珊瑚礁                                                      | TRUE LOVE 〜そっとくちづけて〜         | 2004年4月14日                                  | CD            | SRCL-5676     | 88 |
| 3rd  | 風は秋色/Eighteen                                               |                                        | 1980年10月1日                                  | EP            | 07SH866       | 1  |
| 3rd  | 風は秋色/Eighteen                                               | 2004年4月14日                          | CD                                             | SRCL-5677     | -             |    |
| 4th  | チェリーブラッサム                                              | 少しずつ春                             | 1981年1月21日                                  | EP            | 07SH911       | 1  |
| 4th  | チェリーブラッサム                                              | 少しずつ春                             | 2004年4月14日                                  | CD            | SRCL-5678     | 93 |
| 5th  | 夏の扉                                                          | 頬に潮風                               | 1981年4月21日                                  | EP            | 07SH977       | 1  |
| 5th  | 夏の扉                                                          | 頬に潮風                               | 2004年4月14日                                  | CD            | SRCL-5679     | 92 |
| 6th  | 白いパラソル                                                    | 花一色 〜野菊のささやき〜              | 1981年7月21日                                  | EP            | 07SH1026      | 1  |
| 6th  | 白いパラソル                                                    | 花一色 〜野菊のささやき〜              | 2004年4月14日                                  | CD            | SRCL-5680     | 95 |
| 7th  | 風立ちぬ                                                        | Romance                                | 1981年10月7日                                  | EP            | 07SH1067      | 1  |
| 7th  | 風立ちぬ                                                        | Romance                                | 2004年4月14日                                  | CD            | SRCL-5681     | 91 |
| 8th  | 赤いスイートピー                                                | 制服                                   | 1982年1月21日                                  | EP            | 07SH1112      | 1  |
| 8th  | 赤いスイートピー                                                | 制服                                   | 2004年4月14日                                  | CD            | SRCL-5682     | 85 |
| 9th  | 渚のバルコニー                                                  | レモネードの夏                         | 1982年4月21日                                  | EP            | 07SH1148      | 1  |
| 9th  | 渚のバルコニー                                                  | レモネードの夏                         | 1982年5月21日                                  | CT            | 10KH1152      | -  |
| 9th  | 渚のバルコニー                                                  | レモネードの夏                         | 2004年4月14日                                  | CD            | SRCL-5683     | -  |
| 10th | 小麦色のマーメイド                                              | マドラス・チェックの恋人               | 1982年7月21日                                  | EP            | 07SH1188      | 1  |
| 10th | 小麦色のマーメイド                                              | マドラス・チェックの恋人               | 1982年8月1日                                   | CT            | 10KH1194      | -  |
| 10th | 小麦色のマーメイド                                              | マドラス・チェックの恋人               | 2004年4月14日                                  | CD            | SRCL-5684     | -  |
| 11th | 野ばらのエチュード                                              | 愛されたいの                           | 1982年10月21日                                 | EP            | 07SH1233      | 1  |
| 11th | 野ばらのエチュード                                              | 愛されたいの                           | 1982年11月1日                                  | CT            | 10KH1249      | 83 |
| 11th | 野ばらのエチュード                                              | 愛されたいの                           | 2004年4月14日                                  | CD            | SRCL-5685     | -  |
| 12th | 秘密の花園                                                      | レンガの小径                           | 1983年2月3日                                   | EP            | 07SH1253      | 1  |
| 12th | 秘密の花園                                                      | レンガの小径                           | 1983年3月5日                                   | CT            | 10KH1280      | 68 |
| 12th | 秘密の花園                                                      | レンガの小径                           | 2004年4月14日                                  | CD            | SRCL-5686     | -  |
| 13th | 天国のキッス                                                    | わがままな片想い                       | 1983年4月27日                                  | EP            | 07SH1289      | 1  |
| 13th | 天国のキッス                                                    | わがままな片想い                       | 1983年5月8日                                   | CT            | 10KH1301      | 55 |
| 13th | 天国のキッス                                                    | わがままな片想い                       | 2004年4月14日                                  | CD            | SRCL-5687     | 98 |
| 14th | ガラスの林檎/SWEET MEMORIES                                     |                                        | 1983年8月1日                                   | EP            | 07SH1366      | 1  |
| 14th | ガラスの林檎/SWEET MEMORIES                                     | 1983年8月10日                          | CT                                             | 10KH1354      | 58            |    |
| 14th | ガラスの林檎/SWEET MEMORIES                                     | 2004年4月14日                          | CD                                             | SRCL-5688     | 100           |    |
| 15th | 瞳はダイアモンド/蒼いフォトグラフ                               |                                        | 1983年10月28日                                 | EP            | 07SH1421      | 1  |
| 15th | 瞳はダイアモンド/蒼いフォトグラフ                               | 1983年11月11日                         | CT                                             | 10KH1368      | 37            |    |
| 15th | 瞳はダイアモンド/蒼いフォトグラフ                               | 2004年4月14日                          | CD                                             | SRCL-5689     | -             |    |
| 16th | Rock'n Rouge                                                    | ボン・ボヤージュ                       | 1984年2月1日                                   | EP            | 07SH1455      | 1  |
| 16th | Rock'n Rouge                                                    | ボン・ボヤージュ                       | 1984年                                         | CT            | 10KH1443      | 47 |
| 16th | Rock'n Rouge                                                    | ボン・ボヤージュ                       | 2004年4月14日                                  | CD            | SRCL-5690     | -  |
| 17th | 時間の国のアリス/夏服のイヴ                                     |                                        | 1984年5月10日                                  | EP            | 07SH1500      | 1  |
| 17th | 時間の国のアリス/夏服のイヴ                                     | 1984年                                 | CT                                             | 10KH1474      | 54            |    |
| 17th | 時間の国のアリス/夏服のイヴ                                     | 2004年4月14日                          | CD                                             | SRCL-5691     | -             |    |
| 18th | ピンクのモーツァルト                                            | 硝子のプリズム                         | 1984年8月1日                                   | EP            | 07SH1540      | 1  |
| 18th | ピンクのモーツァルト                                            | 硝子のプリズム                         | 1984年8月10日                                  | CT            | 10KH1538      | 71 |
| 18th | ピンクのモーツァルト                                            | 硝子のプリズム                         | 2004年4月10日                                  | CD            | SECL-5692     | 99 |
| 19th | ハートのイアリング                                              | スピード・ボート                       | 1984年11月1日                                  | EP            | 07SH1580      | 1  |
| 19th | ハートのイアリング                                              | スピード・ボート                       | 1984年11月10日                                 | CT            | 10KH1586      | 68 |
| 19th | ハートのイアリング                                              | スピード・ボート                       | 2004年4月14日                                  | CD            | SECL-5693     | -  |
| 20th | 天使のウィンク                                                  | 七色のパドル                           | 1985年1月30日                                  | EP            | 07SH1600      | 1  |
| 20th | 天使のウィンク                                                  | 七色のパドル                           | 1985年2月25日                                  | CT            | 10KH1637      | 58 |
| 20th | 天使のウィンク                                                  | 七色のパドル                           | 2004年4月14日                                  | CD            | SRCL-5694     | -  |
| 21st | ボーイの季節                                                    | Caribbean Wind                         | 1985年5月9日                                   | EP            | 07SH1640      | 1  |
| 21st | ボーイの季節                                                    | Caribbean Wind                         | 1985年6月1日                                   | CT            | 10KH1889      | 65 |
| 21st | ボーイの季節                                                    | Caribbean Wind                         | 2004年4月14日                                  | CD            | SRCL-5695     | -  |
| 22nd | DANCING SHOES (Club Mix) （SEIKO）                              | CRAZY ME, CRAZY FOR YOU                | 1985年6月24日                                  | 12inch        | 12AH1896      | 1  |
| 23rd | Strawberry Time                                                 | ベルベット・フラワー                   | 1987年4月22日                                  | EP            | 07SH1926      | 1  |
| 23rd | Strawberry Time                                                 | ベルベット・フラワー                   | 1987年4月22日                                  | CT            | 10KH2179      | -  |
| 23rd | Strawberry Time                                                 | ベルベット・フラワー                   | 2004年4月14日                                  | CD            | SRCL-5696     | -  |
| 24th | Pearl-White Eve                                                 | 凍った息                               | 1987年11月6日                                  | EP            | 07SH2000      | 1  |
| 24th | Pearl-White Eve                                                 | 凍った息                               | 1987年11月6日                                  | CT            | 10KH2355      | -  |
| 24th | Pearl-White Eve                                                 | 凍った息                               | 2004年4月14日                                  | CD            | SRCL-5697     | -  |
| 25th | Marrakech〜マラケッシュ〜                                       | No.1                                   | 1988年4月14日                                  | EP            | 07SH3040      | 1  |
| 25th | Marrakech〜マラケッシュ〜                                       | No.1                                   | 1988年4月14日                                  | CT            | 10WH3040      | -  |
| 25th | Marrakech〜マラケッシュ〜                                       | No.1                                   | 1988年4月14日                                  | 8cmCD         | 10EH3040      | -  |
| 25th | Marrakech〜マラケッシュ〜                                       | No.1                                   | 2004年4月14日                                  | CD            | SRCL-5698     | -  |
| 26th | 旅立ちはフリージア                                              | Angel Tears                            | 1988年9月7日                                   | EP            | 07SH3106      | 1  |
| 26th | 旅立ちはフリージア                                              | Angel Tears                            | 1988年9月7日                                   | CT            | 10WH3106      | -  |
| 26th | 旅立ちはフリージア                                              | Angel Tears                            | 1988年9月7日                                   | 8cmCD         | 10EH3106      | -  |
| 26th | 旅立ちはフリージア                                              | Angel Tears                            | 2004年4月14日                                  | CD            | SRCL-5699     | -  |
| 27th | Precious Heart                                                  | 恋の魔法でCatch Your Heart             | 1989年11月15日                                 | CT            | CSSL-3045     | -  |
| 27th | Precious Heart                                                  | 恋の魔法でCatch Your Heart             | 1989年11月15日                                 | 8cmCD         | CSDL-3045     | 2  |
| 28th | All the way to Heaven （SEIKO）                                 | He's so good to me                     | 1990年4月30日                                  | CD            | 656475 2      | -  |
| 28th | All the way to Heaven （SEIKO）                                 | He's so good to me                     | 1990年4月30日                                  | CT            | 656475 4      | -  |
| 28th | All the way to Heaven （SEIKO）                                 | He's so good to me                     | 1990年4月30日                                  | LP            | 656475 6      | -  |
| 28th | All the way to Heaven （SEIKO）                                 | He's so good to me                     | 1990年4月30日                                  | EP            | 656475 74     | -  |
| 29th | THE RIGHT COMBINATION （Seiko and Donnie Wahlberg）             | LOVER'S PARADISE                       | 1990年7月15日                                  | 8cmCD         | CSDL-3151     | 28 |
| 29th | THE RIGHT COMBINATION （Seiko and Donnie Wahlberg）             | LOVER'S PARADISE                       | 1990年7月15日                                  | CT            | CSSL3151      | -  |
| 30th | who's that boy （SEIKO）                                        | He's so good to me                     | 1990年10月1日                                  | CT            |               | -  |
| 30th | who's that boy （SEIKO）                                        | He's so good to me                     | 1990年10月1日                                  | CD            | 73523         | -  |
| 31st | We Are Love                                                     | Kiss Me Please                         | 1990年11月21日                                 | CT            | CSSL-3194     | -  |
| 31st | We Are Love                                                     | Kiss Me Please                         | 1990年11月21日                                 | 8cmCD         | CSDL-3194     | 16 |
| 32nd | きっと、また逢える…                                             | Matins 〜朝の祈り〜                    | 1992年2月5日                                   | CT            | SRSL-3323     | -  |
| 32nd | きっと、また逢える…                                             | Matins 〜朝の祈り〜                    | 1992年2月5日                                   | 8cmCD         | SPCL-3433     | 4  |
| 33rd | あなたのすべてになりたい/Shinin' Shinin'                        |                                        | 1992年8月1日                                   | CT            | SRSL-3359     | -  |
| 33rd | あなたのすべてになりたい/Shinin' Shinin'                        | 8cmCD                                  | 1992年8月1日                                   | SRDL-3514     | 31            |    |
| 34th | 大切なあなた                                                    | 最後の“さよなら”                       | 1993年4月21日                                  | CT            | SRSL-3388     | -  |
| 34th | 大切なあなた                                                    | 最後の“さよなら”                       | 1993年4月21日                                  | 8cmCD         | SRDL-3642     | 7  |
| 35th | A Touch of Destiny                                              | Sweet Memories (English New Version)   | 1993年5月21日                                  | 8cmCD         | SRDL-3664     | 51 |
| 36th | かこわれて、愛jing （MATSUYAKKO）                               |                                        | 1993年11月10日                                 | CT            | SRSL-3422     | -  |
| 36th | かこわれて、愛jing （MATSUYAKKO）                               | 8cmCD                                  | 1993年11月10日                                 | SRDL-3767     | 63            |    |
| 37th | もう一度、初めから                                              | 8cmCD                                  | There for You                                  | 1994年5月11日 | SRDL-3821     | 22 |
| 38th | 輝いた季節へ旅立とう                                            | 8cmCD                                  | It's Style                                     | 1994年12月1日 | SRDL-3953     | 12 |
| 39th | 素敵にOnce Again                                                | 8cmCD                                  | 想い出の“渚のバルコニー”                       | 1995年4月21日 | SRDL-4001     | 22 |
| 40th | あなたに逢いたくて〜Missing You〜/明日へと駆け出してゆこう      | 8cmCD                                  |                                                | 1996年4月22日 | PHDL-1081     | 1  |
| 41st | Let's Talk About It （SEIKO）                                   |                                        | 1996年4月24日                                  | 12inch        | 31458 1563 1  | -  |
| 41st | Let's Talk About It （SEIKO）                                   | CT                                     | 1996年4月24日                                  | 31458 1562 4  | -             |    |
| 41st | Let's Talk About It （SEIKO）                                   | CD                                     | 1996年4月24日                                  | 31458 1562 2  | -             |    |
| 41st | Let's Talk About It （SEIKO）                                   | CD                                     | 1996年4月24日                                  | 31458 1563 2  | -             |    |
| 42nd | I'll Be There For You （松田聖子 with Robbie Nevil）            |                                        | 1996年5月17日                                  | 8cmCD         | PHDL-1062     | 35 |
| 43rd | さよならの瞬間                                                  | Dear My Darling                        | 1996年11月18日                                 | 8cmCD         | PHDL-1076     | 5  |
| 44th | Good For You （SEIKO）                                          |                                        | 1996年12月10日                                 | LP            | 31458 2059 1  | -  |
| 45th | 私だけの天使〜Angel〜/あなたのその胸に                          |                                        | 1997年4月23日                                  | 8cmCD         | PHDL-1111     | 5  |
| 46th | Gone with the rain                                              | Good For You (Sweetest Mix)            | 1997年12月3日                                  | CD            | PHCL-1203     | 28 |
| 47th | 恋する想い〜Fall in love〜                                      | I Love You                             | 1998年6月17日                                  | 8cmCD         | PHDL-1151     | 34 |
| 48th | Touch the LOVE                                                  | ルツェルンの畔で                       | 1998年11月26日                                 | 8cmCD         | PHDL-1181     | 66 |
| 49th | 哀しみのボート                                                  | 葡萄姫                                 | 1999年10月27日                                 | 8cmCD         | PHDL-1202     | 27 |
| 50th | 20th Party                                                      | 恋はいつでも95点                       | 2000年5月17日                                  | CD            | PHCL-20019    | 17 |
| 51st | 上海ラヴソング                                                  | チャペルの小径                         | 2000年6月7日                                   | CD            | PHCL-20024    | 37 |
| 52nd | Unseasonable Shore                                              | 夏色の瞳                               | 2000年6月14日                                  | CD            | PHCL-20025    | 35 |
| 53rd | True Love Story/さよならのKISSを忘れない （郷ひろみ・松田聖子） |                                        | 2000年9月27日                                  | CD            | SRCL-4922     | 7  |
| 54th | The Sound of Fire                                               | 奇蹟の起る夜☆kiseki no okoru yoru☆     | 2000年11月29日                                 | CD            | UMCK-4003     | 46 |
| 55th | あなたしか見えない                                              | Ave Maria 2001 featuring soundfly SONO | 2001年6月20日                                  | CD            | UMCK-5523     | 30 |
| 56th | 愛♡愛〜100％♥Pure Love〜                                        | Ding Dong                              | 2001年11月14日                                 | CD            | UMCK-5535     | 49 |
| 57th | all to you （SEIKO）                                            |                                        | 2002年4月30日                                  | LP            | 440 050 054 2 | -  |
| 57th | all to you （SEIKO）                                            | CD                                     | 2002年4月30日                                  | HIPF-05039 2  | -             |    |
| 58th | 素敵な明日                                                      | CD                                     |                                                | 2002年6月5日  | SRCL-5350     | 29 |
| 59th | just for tonight (SEIKO)                                        | CD                                     |                                                | 2002年6月17日 | 440 060 094 2 | -  |
| 60th | Call me                                                         | CD                                     | This is the place 2003                         | 2003年6月4日  | SRCL-5570     | 17 |
| 60th | Call me                                                         | CD                                     | This is the place 2003                         | 2004年7月7日  | SRCL-5790     | -  |
| 61st | 逢いたい                                                        | CD                                     | 風色のKiss                                     | 2004年5月26日 | SRCL-5738     | 12 |
| 62nd | Smile on me （SEIKO with Crazy.T）                              | 制服のボタン                           | 2004年7月7日                                   | CD+DVD        | SRCL-5759/60  | 18 |
| 62nd | Smile on me （SEIKO with Crazy.T）                              | 制服のボタン                           | 2004年7月7日                                   | CD            | SRCL-5761     | 18 |
| 63rd | 永遠さえ感じた夜                                                | 夢見てた二人                           | 2005年2月2日                                   | CD            | SRCL-5867     | 34 |
| 64th | I'll fall in love                                               | 思い出にできなくて                     | 2005年8月24日                                  | CD            | SRCL-5960     | 30 |
| 65th | しあわせな気持ち                                                | The time went by                       | 2005年9月21日                                  | CD            | SRCL-5968     | 28 |
| 66th | bless you                                                       | ふたつの心達                           | 2006年4月26日                                  | CD            | SRCL-6272     | 29 |
| 67th | WE ARE. (PawPaw)                                                | 君との未来図                           | 2006年5月24日                                  | CD            | SRCL-6279     | -  |
| 68th | 涙がただこぼれるだけ                                            | 砂の上でくちづけしてね                 | 2007年5月23日                                  | CD            | SRCL-6566     | 38 |
| 69th | 真夏の夜の夢 （松田聖子×藤井隆）                                | 二人ならば                             | 2007年8月1日                                   | CD            | SRCL-6611     | 36 |
| 70th | クリスマスの夜                                                  | Merry Christmas                        | 2007年11月21日                                 | CD+DVD        | SRCL-6684〜5  | 34 |
| 70th | クリスマスの夜                                                  | Merry Christmas                        | 2007年11月21日                                 | CD            | SRCL-6686     | 34 |
| 71st | 花びら舞う季節に                                                | あなただけ広い世界に                   | 2008年3月19日                                  | CD            | SRCL-6769     | 32 |
| 72nd | Love is all                                                     | 忘れたりしないでね                     | 2008年6月25日                                  | CD            | SRCL-6820     | 32 |
| 73rd | あの輝いた季節                                                  | いつまでもこの胸の中に                 | 2008年10月22日                                 | CD+DVD        | SRCL-6902〜3  | 30 |
| 73rd | あの輝いた季節                                                  | いつまでもこの胸の中に                 | 2008年10月22日                                 | CD            | SRCL-6904     | 30 |
| 74th | アイドルみたいに歌わせて （矢島美容室 feat.プリンセス・セイコ） |                                        | 2010年4月21日                                  | CD            | AVCD-31864B   | 16 |
| 75th | いくつの夜明けを数えたら                                        | You are my Angel                       | 2010年5月5日                                   | CD+DVD        | UMCK-9329     | 12 |
| 75th | いくつの夜明けを数えたら                                        | You are my Angel                       | 2010年5月5日                                   | CD            | UMCK-5270     | 12 |
| 76th | 特別な恋人                                                      | 声だけ聞かせて                         | 2011年11月23日                                 | CD+DVD        | UMCK-9457     | 14 |
| 76th | 特別な恋人                                                      | 声だけ聞かせて                         | 2011年11月23日                                 | CD            | UMCK-5355     | 14 |
| 77th | 涙のしずく                                                      | 上を向いて歩こう                       | 2012年5月2日                                   | CD+DVD        | UMCK-9481     | 20 |
| 77th | 涙のしずく                                                      | 上を向いて歩こう                       | 2012年5月2日                                   | CD            | UMCL-5378     | 20 |
| 78th | LuLu!!                                                          | Sweet Lover                            | 2013年5月22日                                  | CD+DVD        | UMCK-9618     | 23 |
| 78th | LuLu!!                                                          | Sweet Lover                            | 2013年5月22日                                  | CD            | UMCL-5428     | 23 |
| 79th | 夢がさめて （松田聖子 & クリス・ハート）                        | もう一度抱きしめたい                   | 2013年10月30日                                 | CD+DVD        | UMCK-9647     | 14 |
| 79th | 夢がさめて （松田聖子 & クリス・ハート）                        | もう一度抱きしめたい                   | 2013年10月30日                                 | CD            | UMCK-5451     | 14 |
| 80th | I Love You!! 〜あなたの微笑みに〜                               | Free                                   | 2014年5月21日                                  | CD+DVD        | UMCK-9673     | 27 |
| 80th | I Love You!! 〜あなたの微笑みに〜                               | Free                                   | 2014年5月21日                                  | CD            | UMCK-5469     | 27 |
| 81st | 永遠のもっと果てまで/惑星になりたい                             |                                        | 2015年10月28日                                 | CD+DVD        | UPCH-89240    | 11 |
| 81st | 永遠のもっと果てまで/惑星になりたい                             | CD+グッズ                              | 2015年10月28日                                 | UPCH-89246    |               | 11 |
| 81st | 永遠のもっと果てまで/惑星になりたい                             | CT                                     | 2015年10月28日                                 | UPSH-89001    |               | 11 |
| 81st | 永遠のもっと果てまで/惑星になりたい                             | CD                                     | 2015年10月28日                                 | UPCH-80414    |               | 11 |
| 82nd | 薔薇のように咲いて 桜のように散って                             | CD                                     | 薔薇のように咲いて 桜のように散って Piano Ver. | 2016年9月21日 | UPCH-80445    | 6  |
| 82nd | 薔薇のように咲いて 桜のように散って                             | CD+DVD                                 | 薔薇のように咲いて 桜のように散って Piano Ver. | 2016年9月21日 | UPCH-89293    | 6  |
| 82nd | 薔薇のように咲いて 桜のように散って                             | CD+封入ポスター                        | 薔薇のように咲いて 桜のように散って Piano Ver. | 2016年9月21日 | UPCH-89306    | 6  |

### 正規プロモ盤／ノベルティ盤
| タイトル                           | 内容 | 年   | 規格               | 品番                 |
| ---------------------------------- | --- | ---- | ------------------ | -------------------- |
| 白いパラソル                       | 白いパラソル 白いパラソル（カラオケ） | 1981 | EP                 | YESS 3               |
| 風立ちぬ                           | 風立ちぬ（モノラル） Romance（モノラル） | 1981 | EP                 | XDSH-93019           |
| 聖子とおしゃべりデート             | 「Pineapple」販促コメント | 1982 | CT                 | TPBH-94015           |
| クリスマスメドレー                 | クリスマスメドレー 恋人がサンタクロース | 1984 | EP                 | XDSH-93098           |
| Love Message                       | 「ユートピア」新曲コメント | 1983 | CT                 | XAKH-90021           |
| Dancing Shoes                      | DANCING SHOES (Single ver.) CRAZY ME, CRAZY FOR YOU | 1985 | EP                 | XDSH-93043 07SH-1670 |
| Touch Me                           | TOUCH ME DANCING SHOES (Album ver.) | 1985 | EP                 | XDSH-93104           |
| 瑠璃色の地球                       | 瑠璃色の地球 白い夜 | 1986 | EP                 | XDSH-93122           |
| 時間旅行                           | 時間旅行 マリオネットの涙 | 1986 | EP                 | XDSH-93132           |
| Precious Heart                     | Precious Heart 恋の魔法でCatch Your Heart | 1989 | EP                 | XDSH-93246           |
| All The Way To Heaven              | All the way to Heaven he's so good to me | 1990 | EP                 | 656 019 7            |
| Seiko SPECIAL DJ COPY              | All the way to Heaven who's that boy THE RIGHT COMBINATION                                                                                               | 1990 | 12cmCD             | XDDH-93049           |
| The Right Combination              | THE RIGHT COMBINATION | 1990 | 12cmCD             | SCK-73417            |
| Who's That Boy                     | who's that boy | 1990 | 12cmCD             | SCK-73523            |
| あなたに逢いたくて 〜Missing You〜 | あなたに逢いたくて〜Missing You〜 明日へと駆け出してゆこう                                                                                               | 1996 | 12cmCD 羽根入りBOX | SACL-1002            |
| あなたに逢いたくて 〜Missing You〜 | あなたに逢いたくて〜Missing You〜 明日へと駆け出してゆこう                                                                                               | 1996 | CD                 | SADL-1009            |
| Let's Talk About It                | Extended Club Vocal Club Dub X Beat Mix I LP Version R&B Street Mix W/ Rap X Beat Dub II                                                                 | 1996 | LP                 | AMPRO-00215          |
| Let's Talk About It                | R&B Steet Mix W/O Rap R&B Street Mix W/ Rap Radio House Vocal Hip Hop Mix LP Version                                                                     | 1996 | 12cmCD             | AMSAD-00208          |
| Good For You                       | X-Beat Dub X-Beat Instrumental Dark & Lovely Dub X-Beat Straight Pass                                                                                    | 1996 | 12inch             | AMPRO-00359          |
| Good For You                       | Spike Club Vocal Spike Instrumental Radio Remix W/O Rap Radio Remix W/ Rap Spike Radio Mix LP Version                                                    | 1996 | 12inch             | AMPRO-00370          |
| さよならの瞬間                     | さよならの瞬間 | 1996 | CD                 | SDAL-1019            |
| 私だけの天使〜Angel〜              | 私だけの天使〜Angel〜 あなたのその胸に | 1997 | 12cmCD             | 9DCP-9001            |
| Gone with the rain                 | Gone with the rain KissしてX'mas | 1997 | 12cmCD             | 9DCP-9004            |
| 恋する想い〜Fall in love〜         | 恋する想い〜Fall in love〜 Forever | 1998 | 12cmCD             | 9DCP-9008            |
| Touch the LOVE                     | Touch the LOVE ルツェルンの畔で | 1998 | -                  | -                    |
| 哀しみのボート                     | 哀しみのボート 葡萄姫 | 1999 | 12cmCD             | PHLD-1202            |
| 20th Party                         | 20th Party 恋はいつでも95点 | 2000 | CT                 | -                    |
| The Sound of Fire                  | The Sound of Fire 奇跡の起る夜☆kiseki no okoru yoru☆ | 2000 | CT                 | -                    |
| あなたしか見えない                 | あなたしか見えない Ave Maria 2001 | 2001 | CT                 | -                    |
| 愛♡愛〜100%♥Pure Love〜            | 愛♡愛〜100%♥Pure Love〜 Ding Dong | 2002 | CT                 | -                    |
| 素敵な明日                         | 素敵な明日 | 2003 | 12cmCD             | SDCR-80077           |
| all to you                         | Stonebridge Club Mix Stonebridge Club Instrumental Mix Stonebridge Club Radio Mix Stonebridge Alt Club Mix Stonebridge Dub Mix Stonebridge Alt Radio Mix | 2002 | CD                 | HIPF-05039 2         |
| just for tonight                   | Mark!s Rampant Vocal Mark!s Rampant Dub | 2002 | LP                 | JFT001               |
| just for tonight                   | Mark!s Rampant Radio Mark!s Rampant Now Vocal Mark!s Message Vocal                                                                                       | 2002 | LP                 | JFT002               |

### オリジナル・アルバム
|      | タイトル                  | 発売日         | 規格                     | 品番         | JP  |
| ---- | ------------------------- | -------------- | ------------------------ | ------------ | --- |
| 1st  | SQUALL                    | 1980年8月1日   | LP                       | 27AH1032     | 2   |
| 1st  | SQUALL                    | 1980年8月1日   | CT                       | 27KH844      | 1   |
| 1st  | SQUALL                    | 1983年6月22日  | マスターサウンドLP       | 30AH1607     | -   |
| 1st  | SQUALL                    | 1983年7月1日   | メタルマスターCT         | 33KH1332     | -   |
| 1st  | SQUALL                    | 1983年12月21日 | CD                       | 35DH68       | -   |
| 1st  | SQUALL                    | 1987年11月21日 | CD                       | 32DH783      | -   |
| 1st  | SQUALL                    | 1990年10月15日 | CD                       | CSCL-1267    | -   |
| 1st  | SQUALL                    | 2009年8月5日   | ブルースペックCD         | SRCL-20011   | 64  |
| 1st  | SQUALL                    | 2012年2月15日  | ブルースペックCD         | MHCL-20146   | -   |
| 1st  | SQUALL                    | 2013年7月24日  | ブルースペックCD2        | MHCL-30107   | -   |
| 1st  | SQUALL                    | 2014年9月25日  | SACD                     | SSMS-001     | -   |
| 2nd  | North Wind                | 1980年12月1日  | LP                       | 27AH1154     | 1   |
| 2nd  | North Wind                | 1980年12月1日  | CT                       | 27KH932      | 2   |
| 2nd  | North Wind                | 1983年6月22日  | マスターサウンドLP       | 30AH1608     | -   |
| 2nd  | North Wind                | 1983年7月1日   | メタルマスターCT         | 33KH1333     | -   |
| 2nd  | North Wind                | 1983年12月22日 | CD                       | 35DH69       | -   |
| 2nd  | North Wind                | 1987年11月21日 | CD                       | 32DH784      | -   |
| 2nd  | North Wind                | 1991年5月15日  | CD                       | SRCL-1853    | -   |
| 2nd  | North Wind                | 2009年8月5日   | ブルースペックCD         | SRCL-20013   | 74  |
| 2nd  | North Wind                | 2012年2月15日  | ブルースペックCD         | MHCL-20147   | -   |
| 2nd  | North Wind                | 2013年7月24日  | ブルースペックCD2        | MHCL-30108   | -   |
| 2nd  | North Wind                | 2015年8月28日  | SACD                     | SSMS-007     | -   |
| 3rd  | Silhouette 〜シルエット〜 | 1981年5月21日  | LP                       | 28AH1267     | 2   |
| 3rd  | Silhouette 〜シルエット〜 | 1981年5月21日  | CT                       | 28KH992      | 2   |
| 3rd  | Silhouette 〜シルエット〜 | 1981年6月21日  | マスターサウンドLP       | 30AH1204     | -   |
| 3rd  | Silhouette 〜シルエット〜 | 1983年3月21日  | CD                       | 35DH29       | -   |
| 3rd  | Silhouette 〜シルエット〜 | 1983年7月1日   | メタルマスターCT         | 33KH1334     | -   |
| 3rd  | Silhouette 〜シルエット〜 | 1987年11月21日 | CD                       | 32DH785      | -   |
| 3rd  | Silhouette 〜シルエット〜 | 1991年5月15日  | CD                       | SRCL-1854    | -   |
| 3rd  | Silhouette 〜シルエット〜 | 2009年8月5日   | ブルースペックCD         | SRCL-20015   | 68  |
| 3rd  | Silhouette 〜シルエット〜 | 2012年2月15日  | ブルースペックCD         | MHCL-20148   | -   |
| 3rd  | Silhouette 〜シルエット〜 | 2013年7月24日  | ブルースペックCD2        | MHCL-30109   | -   |
| 3rd  | Silhouette 〜シルエット〜 | 2015年8月28日  | SACD                     | SSMS-008     | -   |
| 4th  | 風立ちぬ                  | 1981年10月21日 | LP                       | 28AH1337     | 1   |
| 4th  | 風立ちぬ                  | 1981年10月21日 | CT                       | 28KH1083     | 1   |
| 4th  | 風立ちぬ                  | 1981年11月21日 | マスターサウンドLP       | 30AH1213     | -   |
| 4th  | 風立ちぬ                  | 1981年11月21日 | メタルマスターCT         | 33KH1092     | -   |
| 4th  | 風立ちぬ                  | 1983年2月25日  | CD                       | 35DH26       | -   |
| 4th  | 風立ちぬ                  | 1987年11月21日 | CD                       | 32DH786      | -   |
| 4th  | 風立ちぬ                  | 1990年10月15日 | CD                       | CSCL-1268    | -   |
| 4th  | 風立ちぬ                  | 2009年8月5日   | ブルースペックCD         | SRCL-20017   | 52  |
| 4th  | 風立ちぬ                  | 2012年2月15日  | ブルースペックCD         | MHCL-20149   | -   |
| 4th  | 風立ちぬ                  | 2013年7月24日  | ブルースペックCD2        | MHCL-30110   | -   |
| 4th  | 風立ちぬ                  | 2014年9月25日  | SACD                     | SSMS-002     | -   |
| 5th  | Pineapple                 | 1982年5月21日  | LP                       | 28AH1432     | 1   |
| 5th  | Pineapple                 | 1982年5月21日  | CT                       | 28KH1160     | 1   |
| 5th  | Pineapple                 | 1982年6月21日  | マスターサウンドLP       | 30AH1220     | 75  |
| 5th  | Pineapple                 | 1982年7月1日   | メタルマスターCT         | 33KH1173     | -   |
| 5th  | Pineapple                 | 1982年10月1日  | CD                       | 35DH3        | -   |
| 5th  | Pineapple                 | 1987年11月21日 | CD                       | 32DH787      | -   |
| 5th  | Pineapple                 | 1990年10月15日 | CD                       | CSCL-1269    | -   |
| 5th  | Pineapple                 | 2009年8月5日   | ブルースペックCD         | SRCL-20019   | 49  |
| 5th  | Pineapple                 | 2012年2月15日  | ブルースペックCD         | MHCL-20150   | -   |
| 5th  | Pineapple                 | 2013年7月24日  | ブルースペックCD2        | MHCL-30111   | -   |
| 5th  | Pineapple                 | 2014年10月31日 | SACD                     | SSMS-003     | -   |
| 6th  | Candy                     | 1982年11月10日 | LP                       | 28AH1494     | 1   |
| 6th  | Candy                     | 1982年11月10日 | CT                       | 28KH1252     | 1   |
| 6th  | Candy                     | 1982年12月21日 | マスターサウンドLP       | 30AH1601     | 70  |
| 6th  | Candy                     | 1982年12月21日 | メタルマスターCT         | 33KH1265     | -   |
| 6th  | Candy                     | 1982年12月21日 | CD                       | 35DH19       | -   |
| 6th  | Candy                     | 1987年11月21日 | CD                       | 32DH789      | -   |
| 6th  | Candy                     | 1990年10月15日 | CD                       | CSCL-1270    | -   |
| 6th  | Candy                     | 2009年8月5日   | ブルースペックCD         | SRCL-20021   | 63  |
| 6th  | Candy                     | 2012年3月14日  | ブルースペックCD         | MHCL-20153   | -   |
| 6th  | Candy                     | 2013年7月24日  | ブルースペックCD2        | MHCL-30112   | -   |
| 6th  | Candy                     | 2014年10月31日 | SACD                     | SSMS-004     | -   |
| 7th  | ユートピア                | 1983年6月1日   | LP                       | 28AH1528     | 1   |
| 7th  | ユートピア                | 1983年6月1日   | CT                       | 28KH1310     | 1   |
| 7th  | ユートピア                | 1983年6月22日  | CD                       | 38DH39       | -   |
| 7th  | ユートピア                | 1983年7月1日   | メタルマスターCT         | 33KH1331     | 80  |
| 7th  | ユートピア                | 1983年9月1日   | マスターサウンドLP       | 32AH1610     | 55  |
| 7th  | ユートピア                | 1987年11月21日 | CD                       | 32DH790      | -   |
| 7th  | ユートピア                | 1990年10月15日 | CD                       | CSCL-1271    | -   |
| 7th  | ユートピア                | 2009年8月5日   | ブルースペックCD         | SRCL-20023   | 50  |
| 7th  | ユートピア                | 2012年3月14日  | ブルースペックCD         | MHCL-20154   | -   |
| 7th  | ユートピア                | 2013年7月24日  | ブルースペックCD2        | MHCL-30113   | -   |
| 7th  | ユートピア                | 2014年11月28日 | SACD                     | SSMS-005     | -   |
| 8th  | Canary                    | 1983年12月10日 | LP                       | 28AH1666     | 1   |
| 8th  | Canary                    | 1983年12月10日 | CT                       | 28KH1425     | 1   |
| 8th  | Canary                    | 1983年12月21日 | メタルマスターCT         | 33KH1431     | -   |
| 8th  | Canary                    | 1983年12月21日 | マスターサウンドLP       | 32AH1618     | 64  |
| 8th  | Canary                    | 1983年12月21日 | CD                       | 38DH62       | -   |
| 8th  | Canary                    | 1987年11月21日 | CD                       | 32DH791      | -   |
| 8th  | Canary                    | 1990年10月15日 | CD                       | CSCL-1272    | -   |
| 8th  | Canary                    | 2009年8月5日   | ブルースペックCD         | SRCL-20025   | 73  |
| 8th  | Canary                    | 2012年3月14日  | ブルースペックCD         | MHCL-20155   | -   |
| 8th  | Canary                    | 2013年7月24日  | ブルースペックCD2        | MHCL-30114   | -   |
| 8th  | Canary                    | 2015年9月30日  | SACD                     | SSMS-009     | -   |
| 9th  | Tinker Bell               | 1984年6月10日  | LP                       | 28AH1734     | 1   |
| 9th  | Tinker Bell               | 1984年6月10日  | CT                       | 28KH1485     | 1   |
| 9th  | Tinker Bell               | 1984年6月10日  | メタルマスターCT         | 33KH1489     | -   |
| 9th  | Tinker Bell               | 1984年6月10日  | CD                       | 35DH100      | -   |
| 9th  | Tinker Bell               | 1984年7月1日   | マスターサウンドLP       | 32AH1628     | 72  |
| 9th  | Tinker Bell               | 1987年11月21日 | CD                       | 32DH793      | -   |
| 9th  | Tinker Bell               | 1990年10月15日 | CD                       | CSCL-1273    | -   |
| 9th  | Tinker Bell               | 2009年8月5日   | ブルースペックCD         | SRCL-20027   | 89  |
| 9th  | Tinker Bell               | 2012年3月14日  | ブルースペックCD         | MHCL-20156   | -   |
| 9th  | Tinker Bell               | 2013年7月24日  | ブルースペックCD2        | MHCL-30115   | -   |
| 9th  | Tinker Bell               | 2015年9月30日  | SACD                     | SSMS-010     | -   |
| 10th | Windy Shadow              | 1984年12月8日  | LP                       | 28AH1800     | 1   |
| 10th | Windy Shadow              | 1984年12月8日  | CT                       | 28KH1600     | 2   |
| 10th | Windy Shadow              | 1984年12月8日  | メタルマスターCT         | 33KH1618     | -   |
| 10th | Windy Shadow              | 1984年12月8日  | CD                       | 32DH170      | -   |
| 10th | Windy Shadow              | 1984年12月21日 | マスターサウンドLP       | 32AH1634     | -   |
| 10th | Windy Shadow              | 1990年10月15日 | CD                       | CSCL-1274    | -   |
| 10th | Windy Shadow              | 2009年8月5日   | ブルースペックCD         | SRCL-20029   | 85  |
| 10th | Windy Shadow              | 2012年3月14日  | ブルースペックCD         | MHCL-20157   | -   |
| 10th | Windy Shadow              | 2013年7月24日  | ブルースペックCD2        | MHCL-30116   | -   |
| 10th | Windy Shadow              | 2015年10月30日 | SACD                     | SSMS-011     | -   |
| 11th | The 9th Wave              | 1985年6月5日   | LP                       | 28AH1880     | 1   |
| 11th | The 9th Wave              | 1985年6月5日   | CT                       | 28KH1685     | -   |
| 11th | The 9th Wave              | 1985年6月5日   | CD                       | 32DH238      | -   |
| 11th | The 9th Wave              | 1985年6月21日  | マスターサウンドLP       | 32AH1640     | 95  |
| 11th | The 9th Wave              | 1990年10月15日 | CD                       | CSCL-1275    | -   |
| 11th | The 9th Wave              | 2009年8月5日   | ブルースペックCD         | SRCL-20031   | 90  |
| 11th | The 9th Wave              | 2012年4月18日  | ブルースペックCD         | MHCL-20158   | -   |
| 11th | The 9th Wave              | 2013年7月24日  | ブルースペックCD2        | MHCL-30117   | -   |
| 11th | The 9th Wave              | 2015年10月30日 | SACD                     | SSMS-012     | -   |
| 12th | SOUND OF MY HEART (SEIKO) | 1985年8月15日  | LP                       | 28AH1910     | 2   |
| 12th | SOUND OF MY HEART (SEIKO) | 1985年8月15日  | CT                       | 28KH1720     | 2   |
| 12th | SOUND OF MY HEART (SEIKO) | 1985年8月15日  | CD                       | 32DH266      | 39  |
| 12th | SOUND OF MY HEART (SEIKO) | 1995年3月8日   | CD                       | SRCL-3178    | -   |
| 12th | SOUND OF MY HEART (SEIKO) | 2009年8月5日   | ブルースペックCD         | SRCL-20033   | -   |
| 12th | SOUND OF MY HEART (SEIKO) | 2013年7月24日  | ブルースペックCD2        | MHCL-30118   | -   |
| 13th | SUPREME                   | 1986年6月1日   | LP                       | 28AH2030     | 1   |
| 13th | SUPREME                   | 1986年6月1日   | CT                       | 28KH1850     | 1   |
| 13th | SUPREME                   | 1986年6月1日   | CD                       | 32DH440      | -   |
| 13th | SUPREME                   | 1995年3月8日   | CD                       | SRCL-3179    | -   |
| 13th | SUPREME                   | 2009年8月5日   | ブルースペックCD         | SRCL-20035   | 93  |
| 13th | SUPREME                   | 2012年4月18日  | ブルースペックCD         | MHCL-20159   | -   |
| 13th | SUPREME                   | 2013年7月24日  | ブルースペックCD2        | MHCL-30119   | -   |
| 13th | SUPREME                   | 2014年11月28日 | SACD                     | SSMS-006     | -   |
| 14th | Strawberry Time           | 1987年5月16日  | LP                       | 28AH2170     | 1   |
| 14th | Strawberry Time           | 1987年5月16日  | CT                       | 28KH2157     | 1   |
| 14th | Strawberry Time           | 1987年5月16日  | CD                       | 32DH656      | 1   |
| 14th | Strawberry Time           | 1995年3月8日   | CD                       | SRCL-3180    | -   |
| 14th | Strawberry Time           | 2009年8月5日   | ブルースペックCD         | SRCL-20037   | 99  |
| 14th | Strawberry Time           | 2012年4月18日  | ブルースペックCD         | MHCL-20160   | -   |
| 14th | Strawberry Time           | 2013年7月24日  | ブルースペックCD2        | MHCL-30120   | -   |
| 15th | Citron                    | 1988年5月11日  | LP                       | 28AH5040     | 1   |
| 15th | Citron                    | 1988年5月11日  | CT                       | 28KH5040     | 1   |
| 15th | Citron                    | 1988年5月11日  | CD                       | 32DH5040     | 1   |
| 15th | Citron                    | 1995年3月8日   | CD                       | SRCL-3181    | -   |
| 15th | Citron                    | 2009年8月5日   | ブルースペックCD         | SRCL-20039   | -   |
| 15th | Citron                    | 2012年4月18日  | ブルースペックCD         | MHCL-20161   | -   |
| 15th | Citron                    | 2013年7月24日  | ブルースペックCD2        | MHCL-30121   | -   |
| 16th | Precious Moment           | 1989年12月6日  | CD                       | CSCL-1039    | 6   |
| 16th | Precious Moment           | 1989年12月6日  | CT                       | CSTL-1039    | 6   |
| 16th | Precious Moment           | 2009年8月5日   | ブルースペックCD         | SRCL-20041   | -   |
| 16th | Precious Moment           | 2013年7月24日  | ブルースペックCD2        | MHCL-30122   | -   |
| 17th | Seiko (SEIKO)             | 1990年5月15日  | LP                       | 466577 1     | -   |
| 17th | Seiko (SEIKO)             | 1990年5月15日  | CD                       | CK-46046     | -   |
| 17th | Seiko (SEIKO)             | 1990年5月15日  | CT                       | CT-46046     | -   |
| 17th | Seiko (SEIKO)             | 1990年6月7日   | CD                       | CSCL-1090    | 2   |
| 17th | Seiko (SEIKO)             | 1990年6月7日   | CT                       | CSTL-1090    | 2   |
| 17th | Seiko (SEIKO)             | 2014年12月24日 | ブルースペックCD2        | MHCL-30282   |     |
| 18th | We Are Love               | 1990年12月10日 | CD                       | CSCL-1569    | 3   |
| 18th | We Are Love               | 1990年12月10日 | CT                       | CSTL-1569    | 3   |
| 18th | We Are Love               | 2014年12月24日 | ブルースペックCD2        | MHCL-30283   |     |
| 19th | Eternal                   | 1991年5月2日   | CD                       | CSCL-1918    | 3   |
| 19th | Eternal                   | 1991年5月2日   | CT                       | CSTL-1714    | 3   |
| 19th | Eternal                   | 1992年12月12日 | MD                       | SRYL-7087    | -   |
| 19th | Eternal                   | 2014年12月24日 | ブルースペックCD2        | MHCL-30284   |     |
| 20th | 1992 Nouvelle Vague       | 1992年3月25日  | CD                       | CSCL-2364    | 8   |
| 20th | 1992 Nouvelle Vague       | 1992年3月25日  | CT                       | CSTL-1807    | 8   |
| 20th | 1992 Nouvelle Vague       | 1992年11月1日  | MD                       | SRYL-7064    | -   |
| 20th | 1992 Nouvelle Vague       | 2014年12月24日 | ブルースペックCD2        | MHCL-30285   |     |
| 21st | Sweet Memories'93         | 1992年12月2日  | CD                       | CSCL-2546    | 12  |
| 21st | Sweet Memories'93         | 1992年12月2日  | CT                       | CSTL-1853    | 12  |
| 21st | Sweet Memories'93         | 2014年12月24日 | ブルースペックCD2        | MHCL-30286   |     |
| 22nd | DIAMOND EXPRESSION        | 1993年5月21日  | CD                       | CSCL-2616    | 4   |
| 22nd | DIAMOND EXPRESSION        | 1993年5月21日  | CT                       | CSTL-1864    | 4   |
| 22nd | DIAMOND EXPRESSION        | 1993年5月21日  | MD                       | SRYL-7107    | 4   |
| 22nd | DIAMOND EXPRESSION        | 2014年12月24日 | ブルースペックCD2        | MHCL-30287   |     |
| 23rd | A Time for Love           | 1993年11月21日 | CD                       | CSCL-2803    | 21  |
| 23rd | A Time for Love           | 1993年11月21日 | CT                       | CSTL-1899    | 21  |
| 23rd | A Time for Love           | 1993年11月21日 | MD                       | SRYL-7137    | 21  |
| 23rd | A Time for Love           | 2014年12月24日 | ブルースペックCD2        | MHCL-30288   |     |
| 24th | Glorious Revolution       | 1994年6月12日  | CD                       | CSCL-2915    | 8   |
| 24th | Glorious Revolution       | 1994年6月12日  | CT                       | CSTL-1911    | 8   |
| 24th | Glorious Revolution       | 1994年6月12日  | MD                       | SRYL-7148    | 8   |
| 24th | Glorious Revolution       | 2014年12月24日 | ブルースペックCD2        | MHCL-30289   |     |
| 25th | It's Style '95            | 1995年5月21日  | CD                       | CSCL-3230    | 2   |
| 25th | It's Style '95            | 1995年5月21日  | CT                       | CSTL-1951    | 2   |
| 25th | It's Style '95            | 1995年5月21日  | MD                       | SRYL-7199    | 2   |
| 25th | It's Style '95            | 2014年12月24日 | ブルースペックCD2        | MHCL-30290   |     |
| 26th | WAS IT THE FUTURE (SEIKO) | 1996年5月14日  | CD                       | 31454 0480 2 | -   |
| 26th | WAS IT THE FUTURE (SEIKO) | 1996年5月14日  | CT                       | 31454 0480 4 | -   |
| 26th | WAS IT THE FUTURE (SEIKO) | 1996年6月10日  | CD                       | PHCL-1007    | 12  |
| 26th | WAS IT THE FUTURE (SEIKO) | 2010年5月26日  | スーパーハイマテリアルCD | UMCK-9337    | -   |
| 27th | Vanity Fair               | 1996年5月27日  | CD                       | PHCL-5028    | 2   |
| 27th | Vanity Fair               | 2010年5月26日  | スーパーハイマテリアルCD | UMCK-9336    | -   |
| 28th | Guardian Angel            | 1996年12月5日  | CD                       | PHCL-5001    | 10  |
| 28th | Guardian Angel            | 2010年5月26日  | スーパーハイマテリアルCD | UMCK-9344    | -   |
| 29th | My Story                  | 1997年5月21日  | CD                       | PHCL-5070    | 5   |
| 29th | My Story                  | 2010年5月26日  | スーパーハイマテリアルCD | UMCK-9338    | -   |
| 30th | Sweetest Time             | 1997年12月3日  | CD                       | PHCL-12      | 23  |
| 30th | Sweetest Time             | 2010年5月26日  | スーパーハイマテリアルCD | UMCK-9345    | -   |
| 31st | Forever                   | 1998年5月8日   | CD                       | PHCL-5101    | 12  |
| 31st | Forever                   | 2010年5月26日  | スーパーハイマテリアルCD | UMCK-9339    | -   |
| 32nd | 永遠の少女                | 1999年12月18日 | CD                       | PHCL-5130    | 24  |
| 32nd | 永遠の少女                | 2010年5月26日  | スーパーハイマテリアルCD | UMCK-9340    | -   |
| 33rd | 20th Party                | 2000年6月28日  | CD                       | PHCL-5151    | 16  |
| 33rd | 20th Party                | 2010年5月26日  | スーパーハイマテリアルCD | UMCK-9341    | -   |
| 34th | LOVE & EMOTION VOL.1      | 2001年6月19日  | CD                       | UMCK-4029    | 19  |
| 34th | LOVE & EMOTION VOL.1      | 2010年5月26日  | スーパーハイマテリアルCD | UMCK-9342    | -   |
| 35th | LOVE & EMOTION VOL.2      | 2001年11月28日 | CD                       | UMCK-4040    | 43  |
| 35th | LOVE & EMOTION VOL.2      | 2010年5月26日  | スーパーハイマテリアルCD | UMCK-9343    | -   |
| 36th | area62 （SEIKO）          | 2002年6月11日  | CD                       | 4400600542   | -   |
| 36th | area62 （SEIKO）          | 2002年6月21日  | CD                       | VIVI-19623   | -   |
| 36th | area62 （SEIKO）          | 2002年6月21日  | CD                       | TGCS-1439    | -   |
| 37th | Sunshine                  | 2004年6月9日   | CD                       | SRCL-5756/8  | 6   |
| 38th | fairy                     | 2005年4月6日   | CD                       | SRCL-5894    | 7   |
| 39th | Under the beautiful stars | 2005年12月7日  | CD                       | SRCL-6115    | 34  |
| 40th | bless you                 | 2006年5月31日  | CD                       | SRCL-6286    | 14  |
| 41st | Eternal II                | 2006年12月6日  | CD                       | SRCL-6455    | 54  |
| 42nd | Baby's breath             | 2007年6月6日   | CD                       | SRCL-6567    | 19  |
| 43rd | My pure melody            | 2008年5月21日  | CD                       | SRCL-6806/8  | 15  |
| 44th | My Prelude                | 2010年5月26日  | CD+フォトブック          | UMCK-9333    | 4   |
| 44th | My Prelude                | 2010年5月26日  | CD                       | UMCK-1355    | 4   |
| 45th | Cherish                   | 2011年6月1日   | CD+フォトブック          | UMCK-9438    | 10  |
| 45th | Cherish                   | 2011年6月1日   | CD                       | UMCK-1395    | 10  |
| 46th | Very Very                 | 2012年6月6日   | CD+フォトブック          | UMCK-9490    | 9   |
| 46th | Very Very                 | 2012年6月6日   | CD                       | UMCK-1420    | 9   |
| 47th | A Girl in the Wonder Land | 2013年6月5日   | CD                       | UMCK-1447    | 5   |
| 47th | A Girl in the Wonder Land | 2013年6月5日   | CD+DVD                   | UMCK-9624    | 5   |
| 47th | A Girl in the Wonder Land | 2013年6月5日   | CD+フォトブック          | UMCK-9625    | 5   |
| 48th | Dream & Fantasy           | 2014年6月4日   | CD                       | UMCK-1482    | 5   |
| 48th | Dream & Fantasy           | 2014年6月4日   | CD+フォトブック          | UMCK-9679    | 5   |
| 48th | Dream & Fantasy           | 2014年6月4日   | CD+DVD                   | UMCK-9680    | 5   |
| 49th | Bibbidi-Bobbidi-Boo       | 2015年6月10日  | CD                       | UMCK-1510    | 6   |
| 49th | Bibbidi-Bobbidi-Boo       | 2015年6月10日  | CD+DVD                   | UMCK-9744    | 6   |
| 49th | Bibbidi-Bobbidi-Boo       | 2015年6月10日  | CD+フォトブック          | UMCK-9745    | 6   |
| 50th | Shining Star              | 2016年6月8日   | CD                       | UPCH-20419   | 5   |
| 50th | Shining Star              | 2016年6月8日   | CD+DVD                   | UPCH-29218   | 5   |
| 50th | Shining Star              | 2016年6月8日   | CD+フォトブック          | UPCH-29219   | 5   |
| 51st | Daisy                     | 2017年6月7日   | CD                       | UPCH-20453   | 5   |
| 51st | Daisy                     | 2017年6月7日   | CD+DVD                   | UPCH-29257   | 5   |
| 51st | Daisy                     | 2017年6月7日   | CD+フォトブック          | UPCH-29258   | 5   |
| 52nd | Merry-go-round            | 2018年6月6日   | CD                       | UPCH-20488   | 10  |
| 52nd | Merry-go-round            | 2018年6月6日   | CD+DVD                   | UPCH-29299   | 10  |
| 52nd | Merry-go-round            | 2018年6月6日   | CD+フォトブック          | UPCH-29300   | 10  |
| 53rd | SEIKO MATSUDA 2020        | 2020年9月30日  | CD                       | UPCH-20551   | 3   |
| 53rd | SEIKO MATSUDA 2020        | 2020年9月30日  | CD+DVD                   | UPCH-29365   | 3   |
| 53rd | SEIKO MATSUDA 2020        | 2020年9月30日  | CD+ハチマキ              | PDCN-1921    | 3   |
| 53rd | SEIKO MATSUDA 2020        | 2021年10月20日 | CD                       | UPCH-29407   | TBA |
| 54th | SEIKO MATSUDA 2021        | 2021年10月20日 | CD                       | UPCH-20591   | 4   |
| 54th | SEIKO MATSUDA 2021        | 2021年10月20日 | CD+DVD                   | UPCH-29406   | 4   |
| 54th | SEIKO MATSUDA 2021        | 2021年10月20日 | CD+BD+2LP+ポスター       | PDCN-1927    | 4   |

### ベスト・アルバム
|    | タイトル                                                                                   | 発売日         | JP  |
| -- | ------------------------------------------------------------------------------------------ | -------------- | --- |
| 1  | 聖子・fragrance                                                                            | 1981年11月1日  | 3   |
| 2  | Seiko・index                                                                               | 1982年7月1日   | 4   |
| 3  | Seiko・plaza                                                                               | 1983年11月11日 | 1   |
| 4  | Touch Me, Seiko                                                                            | 1984年3月15日  | 1   |
| 5  | Seiko・Town                                                                                | 1984年11月1日  | 1   |
| 6  | Seiko-Train                                                                                | 1985年3月6日   | 1   |
| 7  | Seiko Box                                                                                  | 1985年11月10日 | 7   |
| 8  | LOVE BALLADE                                                                               | 1986年11月21日 | 5   |
| 9  | Snow Garden                                                                                | 1987年11月21日 | 1   |
| 10 | Seiko Monument                                                                             | 1988年7月21日  | 10  |
| 11 | Bible                                                                                      | 1991年12月1日  | 8   |
| 12 | Bible II                                                                                   | 1994年12月1日  | 14  |
| 13 | Bible III                                                                                  | 1996年3月1日   | 16  |
| 14 | Complete Bible 〜Seiko Matsuda All Singles Collection〜                                    | 1996年9月21日  | 45  |
| 15 | Winter Tales                                                                               | 1996年11月1日  | 44  |
| 16 | Seiko Matsuda 1980-1995                                                                    | 1997年4月1日   | -   |
| 17 | Seaside 〜Summer Tales〜                                                                   | 1997年6月21日  | -   |
| 18 | Dear                                                                                       | 1997年11月21日 | 27  |
| 19 | Seiko Celebration                                                                          | 1998年7月18日  | -   |
| 20 | Seiko '96-'98                                                                              | 1998年11月30日 | 57  |
| 21 | Ballad 〜20th Anniversary                                                                  | 1999年4月1日   | -   |
| 22 | SEIKO SUITE                                                                                | 2000年7月5日   | 40  |
| 23 | 聖子 傳 The Legendary Collection（香港限定盤）                                             | 2000年11月9日  |     |
| 24 | LOVE Seiko Matsuda 20th Anniversary Best Selection                                         | 2000年11月29日 | 27  |
| 25 | SUPER COLLECTION                                                                           | 2000年         | -   |
| 26 | Another Side of Seiko 27                                                                   | 2003年11月27日 | 44  |
| 26 | Another Side of Seiko 14                                                                   | 2003年11月27日 | 44  |
| 27 | Best of Best 27                                                                            | 2004年4月14日  | 8   |
| 27 | Best of Best 13                                                                            | 2004年4月14日  | 8   |
| 28 | Seiko Smile Seiko Matsuda 25th Anniversary Best Selection                                  | 2005年1月26日  | 26  |
| 29 | Seiko Matsuda                                                                              | 2006年7月19日  | 96  |
| 30 | Premium Diamond Bible                                                                      | 2009年9月30日  | 19  |
| 30 | Diamond Bible                                                                              | 2009年9月30日  | 19  |
| 31 | Seiko Matsuda Christmas Songs                                                              | 2009年11月11日 | 39  |
| 32 | Seiko Matsuda Single Collection 30th Anniversary Box 〜The voice of a Queen〜              | 2010年5月26日  | 140 |
| 33 | Touch Me, Seiko II                                                                         | 2010年9月22日  | 94  |
| 34 | SEIKO STORY〜80's HITS COLLECTION〜                                                        | 2011年12月7日  | 23  |
| 35 | 松田聖子 スーパー・ヒットコレクション Vol.1                                                | 2012年2月23日  | 95  |
| 36 | 松田聖子 スーパー・ヒットコレクション Vol.2                                                | 2012年2月23日  | 207 |
| 37 | エトランゼ                                                                                 | 2012年5月30日  | 71  |
| 38 | Seiko Matsuda Hit Collection Vol.1                                                         | 2012年9月1日   | -   |
| 39 | Seiko Matsuda Hit Collection Vol.2                                                         | 2012年9月1日   |     |
| 40 | Calendar                                                                                   | 2012年11月7日  | 67  |
| 41 | 聖子 スイート・コレクション 〜80'sヒッツ                                                   | 2012年12月3日  | -   |
| 42 | Seiko Matsuda Best Ballad                                                                  | 2014年12月24日 | 106 |
| 43 | We Love SEIKO -35th Anniversary 松田聖子究極オールタイムベスト50Songs-                     | 2015年12月9日  | 3   |
| 43 | We Love SEIKO Deluxe Edition -35th Anniversary 松田聖子究極オールタイムベスト50 + 2 Songs- | 2017年11月15日 | 39  |
| 44 | Seiko Matsuda sweet days                                                                   | 2018年1月31日  | 23  |
| 45 | SEIKO MEMORIES 〜Masaaki Omura Works〜                                                     | 2018年2月28日  | 31  |
| 46 | SEIKO STORY〜90s-00s HITS COLLECTION〜                                                     | 2019年8月7日   | 32  |
| 47 | Seiko Matsuda 40th Anniversary Bible -blooming pink-                                       | 2020年4月1日   | 23  |
| 48 | Seiko Matsuda 40th Anniversary Bible -bright moment-                                       | 2021年2月14日  | 32  |
| 49 | Bible -milky blue-                                                                         | 2023年10月25日 | 31  |
| 50 | Bible -pink & blue- Special edition                                                        | 2023年10月25日 | 20  |
| 51 | Seiko My Love Yoshiko Miura Works                                                          | 2024年11月6日  | 27  |
| 52 | 永遠のアイドル、永遠の青春、松田聖子。〜45th Anniversary 究極オールタイムベスト〜          | 2025年6月4日   | 2   |

### リミックス・アルバム
|   | タイトル               | 発売日        | JP  |
| - | ---------------------- | ------------- | --- |
| 1 | SEIKO MATSUDA:RE-MIXES | 1999年10月6日 | 100 |
| 2 | seiko remixes 2000     | 2000年9月27日 | 97  |

### 企画アルバム／ミニアルバム
| タイトル                              | 発売日         | JP |
| ------------------------------------- | -------------- | -- |
| 金色のリボン                          | 1982年12月5日  | 1  |
| Seiko・Avenue                         | 1984年11月21日 |    |
| ゴヤ…歌でつづる生涯                   | 1989年5月21日  | 49 |
| Christmas Tree                        | 1991年11月21日 | 9  |
| Sing Song 3(3曲入り8cmCDミニアルバム) | 1993年10月1日  |    |
| I'll fall in love 愛的禮物            | 2005年8月26日  |    |
| SEIKO JAZZ (SEIKO MATSUDA)            | 2017年3月29日  | 6  |
| SEIKO JAZZ 2 (SEIKO MATSUDA)          | 2019年2月20日  | 11 |
| SEIKO JAZZ 3 (SEIKO MATSUDA)          | 2024年2月14日  | 11 |

### オリジナル・サウンドトラック
|   | タイトル                                          | 発売日        | JP  |
| - | ------------------------------------------------- | ------------- | --- |
| 1 | 野菊の墓                                          | 1981年8月8日  | 8   |
| 2 | プルメリアの伝説                                  | 1983年7月1日  | 1   |
| 3 | 夏服のイヴ 〜BREEZE & SKY〜                       | 1984年7月7日  | 7   |
| 4 | CARIBE, Sinfonia de Amor                          | 1985年5月3日  | 19  |
| 5 | ペンギンズ・メモリー 幸福物語                     | 1985年6月21日 | 5   |
| 6 | 松田聖子オリジナル・サウンドトラック集 1981〜1985 | 2010年8月11日 | 195 |

### トリビュート・アルバム／インストゥルメンタル・アルバム
|    | タイトル                                             | 発売日         |
| -- | ---------------------------------------------------- | -------------- |
| 1  | CARAVELLI PLAYS 聖子                                 | 1983年8月25日  |
| 2  | SUPREME Sound Portrait (三枝成彰)                    | 1986年10月5日  |
| 3  | ROMANTIQUE                                           | 1991年12月21日 |
| 4  | SEIKO BALLADS 〜SWEET MEMORIES〜                     | 2004年4月14日  |
| 5  | Jewel Songs 〜Seiko Matsuda Tribute & Covers〜       | 2006年12月13日 |
| 6  | MemorieS 〜Songs for the Season of White〜           | 2010年12月15日 |
| 7  | MemorieS 〜Goodbye and Hello〜                       | 2011年5月18日  |
| 8  | MemorieS 〜Bitter Sweet Pineapple〜                  | 2011年8月24日  |
| 9  | MemorieS 〜The Last Leaf〜                           | 2011年11月23日 |
| 10 | VOICE〜声優たちが歌う松田聖子ソング〜 Female Edition | 2020年12月9日  |
| 10 | VOICE〜声優たちが歌う松田聖子ソング〜 Male Edition   | 2020年12月9日  |

### VHS・DVD・Blu-ray
|    | タイトル                                                                                               | 発売日         |
| -- | --- | -------------- |
| 1  | ファンタスティック・コンサート レモンの季節                                                            | 1982年6月21日  |
| 2  | Seikoland 〜武道館ライブ'83〜                                                                          | 1984年2月25日  |
| 3  | SEIKO CALL 〜Live'85〜                                                                                 | 1985年8月1日   |
| 4  | Super Diamond Revolution                                                                               | 1987年9月2日   |
| 5  | Sweet Spark Stream                                                                                     | 1989年9月14日  |
| 6  | Precious Moment 〜1990 Live At The Budokan〜                                                           | 1990年4月21日  |
| 7  | SEIKO clips                                                                                            | 1991年8月1日   |
| 8  | 1991 Concert Tour Amusement Park                                                                       | 1991年9月21日  |
| 9  | Seiko Clips2 1992 Nouvelle Vague                                                                       | 1992年6月1日   |
| 10 | LIVE 1992 Nouvelle Vague                                                                               | 1992年10月1日  |
| 11 | Seiko Clips3 DIAMOND EXPRESSION                                                                        | 1993年6月21日  |
| 12 | LIVE DIAMOND EXPRESSION                                                                                | 1993年11月1日  |
| 13 | Seiko Clips4 Glorious Revolution                                                                       | 1994年6月22日  |
| 14 | Live Glorious Revolution                                                                               | 1994年10月21日 |
| 15 | Video Bible 〜Best Hits Video History〜                                                                | 1995年3月24日  |
| 16 | Seiko Clips5 It's Style'95                                                                             | 1995年7月1日   |
| 17 | LIVE It's Style'95                                                                                     | 1995年11月22日 |
| 18 | Vanity Fair                                                                                            | 1996年6月3日   |
| 19 | Live Vanity Fair'96                                                                                    | 1996年11月11日 |
| 20 | Bon Voyage 〜The Best Lives and Clips〜                                                                | 1996年12月1日  |
| 21 | WAS IT THE FUTURE                                                                                      | 1996年12月2日  |
| 22 | My Story                                                                                               | 1997年6月4日   |
| 23 | Seiko Live'97 My Story                                                                                 | 1997年10月8日  |
| 24 | Forever                                                                                                | 1998年6月1日   |
| 25 | Seiko Live'98 FOREVER                                                                                  | 1998年10月21日 |
| 26 | Seiko '96〜'98                                                                                         | 1998年12月2日  |
| 27 | Seiko Matsuda Zepp Tour 1999 〜137分33秒の奇跡〜                                                       | 2000年3月29日  |
| 28 | Seiko Matsuda Concert Tour 2000 20th Party                                                             | 2000年12月13日 |
| 29 | Video the LOVE 〜Seiko Matsuda 20th Anniversary Video Collection 1996-2000〜                           | 2001年3月28日  |
| 30 | Seiko Matsuda Concert Tour 2001 LOVE & EMOTION                                                         | 2001年11月28日 |
| 31 | SEIKO LOVE & EMOTION                                                                                   | 2002年3月27日  |
| 32 | Seiko Matsuda Concert Tour 2002 Jewel Box                                                              | 2002年11月20日 |
| 33 | SEIKO MATSUDA CONCERT TOUR 2003 Call me                                                                | 2003年11月27日 |
| 34 | SEIKO MATSUDA COUNT DOWN LIVE PARTY 2003-2004                                                          | 2004年3月10日  |
| 35 | SEIKO MATSUDA CONCERT TOUR 2004 Sunshine                                                               | 2004年11月17日 |
| 36 | 25th Anniversary Seiko Matsuda PREMIUM DVD BOX                                                         | 2005年6月8日   |
| 37 | 25th Anniversary SEIKO MATSUDA CONCERT TOUR 2005 fairy                                                 | 2005年11月23日 |
| 38 | SEIKO MATSUDA COUNT DOWN LIVE PARTY 2005-2006                                                          | 2006年3月28日  |
| 39 | SEIKO MATSUDA CONCERT TOUR 2006 bless you                                                              | 2006年9月20日  |
| 40 | SEIKO MATSUDA COUNT DOWN LIVE PARTY 2006-2007                                                          | 2007年3月28日  |
| 41 | SEIKO MATSUDA CONCERT TOUR 2007 Baby's breath                                                          | 2007年9月19日  |
| 42 | SEIKO MATSUDA COUNT DOWN LIVE PARTY 2007-2008                                                          | 2008年3月26日  |
| 43 | SEIKO MATSUDA CONCERT TOUR 2008 My pure melody                                                         | 2008年10月22日 |
| 44 | SEIKO MATSUDA COUNT DOWN LIVE PARTY 2008-2009                                                          | 2009年3月18日  |
| 45 | Seiko Matsuda Concert Tour 2009 "My Precious Songs"                                                    | 2009年11月18日 |
| 46 | Seiko Matsuda COUNT DOWN LIVE PARTY 2009-2010                                                          | 2010年3月31日  |
| 47 | Seiko Matsuda Video Diamond Bible                                                                      | 2010年9月29日  |
| 48 | SEIKO MATSUDA CONCERT TOUR 2010 "My Prelude"                                                           | 2010年11月17日 |
| 49 | Seiko Matsuda COUNT DOWN LIVE PARTY 2010-2011                                                          | 2011年4月13日  |
| 50 | Seiko Matsuda Concert Tour 2011 Cherish                                                                | 2011年11月23日 |
| 51 | SEIKO MATSUDA Count Down Live Party 2011-2012                                                          | 2012年3月28日  |
| 52 | Seiko Matsuda Concert Tour 2012 Very Very                                                              | 2012年11月14日 |
| 53 | Seiko Ballad 2012                                                                                      | 2013年3月27日  |
| 54 | SEIKO MATSUDA CONCERT TOUR 2013 "A Girl in the Wonder Land" 〜BUDOKAN 100th ANNIVERSARY〜              | 2013年11月20日 |
| 55 | 2013 New Year's Eve Live Party 〜Count Down Concert 2013-2014〜                                        | 2014年3月26日  |
| 56 | 〜Pre 35th Anniversary〜 Seiko Matsuda Concert Tour 2014 Dream & Fantasy                               | 2014年11月12日 |
| 57 | 〜35th Anniversary〜 Seiko Matsuda Concert Tour 2015 "Bibbidi-Bobbidi-Boo"                             | 2015年12月9日  |
| 58 | Seiko Matsuda Concert Tour 2016「Shining Star」                                                        | 2016年11月16日 |
| 59 | Seiko Matsuda Concert Tour 2017「Daisy」                                                               | 2017年11月15日 |
| 60 | Seiko Matsuda Concert Tour 2018 Merry-go-round                                                         | 2018年11月14日 |
| 61 | Pre 40th Anniversary Seiko Matsuda Concert Tour 2019 "Seiko's Singles Collection"                      | 2019年11月20日 |
| 62 | Happy 40th Anniversary!! Seiko Matsuda Concert Tour 2020〜2021 "Singles & Very Best Songs Collection!" | 2021年11月24日 |
| 63 | Seiko Matsuda Concert Tour 2022 "My Favorite Singles & Best Songs at Saitama Super Arena"              | 2022年12月14日 |
| 64 | Seiko Matsuda Concert Tour 2023 "Parade" at NIPPON BUDOKAN                                             | 2024年5月8日   |
| 65 | Pre 45th Anniversary Seiko Matsuda Concert Tour 2024 “lolli♡pop”                                       | 2025年6月4日   |

### 未発表曲
音源が存在したり、関係者が存在を証言している未発表曲として以下のものが確認されている。
- 白い風は旅人 - 1980年の作と推定[69]。事務所サイドで制作されたものの採用されずお蔵入りになったとされるが、動画サイト等で聞くことができる。
- 気分はスニーカー - 1980年の作。月星化成のCM曲であったが、正式な音源としては発売されなかった。動画サイト等で聞くことができる。月星化成は聖子の故郷・久留米の企業であり、CMに何度か起用している。
- 恋のウエストサイド - 1981年の作。「気分はスニーカー」と同じく月星化成のCM曲であった。月星化成では非売品のプロモーション用としてこの2曲とカラオケバージョンを収録したカセットテープ『聖子のオリジナル・ソングス』を作成しており、封入された歌詞カードには両曲とも作詞はふるさわけん、作曲は中村弘明と記載されている。
- 幸せなんて欲しくないわ - 1985年の作と推定。松本隆作詞、吉田拓郎作曲。詳細は「ボーイの季節」を参照。
- 夢のクレッセントムーン - 1987年に開始したフジテレビ『FNS27時間テレビ』の第1回放送『FNSスーパースペシャル 一億人のテレビ夢列島』のテーマソングとしてBoy Meets Girlの「Waiting for a Star to Fall」を日本語訳にカバーしたもの。聖子が『27時間テレビ』に携わったのは現状この一回限りである。
- YES-NO-NO
- One Of These Days

## 楽曲提供
- Alan Reed
  - 「LOVE YOU BETTER」作詞：Seiko Matsuda・Suzi Kim 作曲：Seiko Matsuda・Ryo Ogura 編曲：Ryo Ogura
  - 「BETWEEN MY LINES」作詞：Seiko Matsuda・Suzi Kim 作曲：Seiko Matsuda・Ryo Ogura 編曲：Ryo Ogura
  - 「STANDIN' TALL」作詞：Seiko Matsuda・Suzi Kim 作曲：Seiko Matsuda・Ryo Ogura 編曲：Ryo Ogura
  - 「YOU AND ME AND TIME」作詞：Seiko Matsuda・Suzi Kim 作曲：Seiko Matsuda・Ryo Ogura、編曲：Ryo Ogura
  - 「YOU'RE THE GIRL」作詞：Seiko Matsuda・Suzi Kim 作曲：Seiko Matsuda・Ryo Ogura 編曲：Ryo Ogura
  - 「YOUR EYES (Japanese Version)」[注釈 11]作詞：Alan O'day 作曲：山下達郎 日本語詞：Seiko Matsuda 編曲：Ryo Ogura

- 岡田有希子
  - 「くちびるNetwork」作詞：Seiko 作曲：坂本龍一 編曲：かしぶち哲郎
  - 「愛…illusion」作詞：Seiko 作曲：飛澤宏元 編曲：かしぶち哲郎

- 神田正輝
  - 「雨のシナリオ〜Can't Say Good-bye〜」作詞・作曲：SEIKO 編曲：大村雅朗

- 電波子
  - 「駈けていく少女」作詞：Seiko Matsuda 作曲・編曲：後藤次利

- 藤井隆
  - 「SHE IS MY NEW TOWN」作詞：Seiko Matsuda 作曲：Seiko Matsuda・Ryo Ogura 編曲：Ryo Ogura
  - 「I just want to hold you」作詞：Seiko Matsuda 作曲：Seiko Matsuda・Ryo Ogura 編曲：Ryo Ogura

## 記録

### シングル
- 首位獲得数：25作（歴代6位・女性アーティスト単独2位）
  - 12枚目のシングル「秘密の花園」でピンク・レディーの1位獲得数9枚を抜いて単独首位獲得数1位の記録を保持する。2000年10月にB'zに抜かれるまで（1983年2月〜2000年10月）の約17年8か月間、首位獲得数1位を保持していた。
  - 女性アーティスト・ソロ部門では2006年3月に浜崎あゆみに抜かれるまで（1983年2月〜2006年3月）の23年1か月間首位獲得数1位を保持していた。
  - 厳密には「ガラスの林檎/SWEET MEMORIES」が「ガラスの林檎」で首位となり、AB面入替え・ジャケット変更した「SWEET MEMORIES」で首位となったため、首位獲得「曲数」では26曲である。
- 首位連続獲得数：24作（歴代7位・女性アーティスト単独2位）
  - 3作目の「風は秋色/Eighteen」〜26作目の「旅立ちはフリージア」（1980年10月〜1988年9月）まで首位1位獲得数を保持し、上記に続いて12枚目のシングル「秘密の花園」でピンク・レディーの首位連続数9作を抜いて首位連続最高数単独1位の記録を保持する。2000年7月にB'zに抜かれるまで（1983年2月〜2000年7月）の約17年5か月間、首位連続最高数1位を保持していた。
  - 女性アーティト・ソロ部門では2010年10月に浜崎あゆみに抜かれるまで（1983年2月〜2010年10月）の27年8か月間、首位連続獲得数1位を保持していた。
  - 上記同様、厳密には「ガラスの林檎/SWEET MEMORIES」が「ガラスの林檎」、「SWEET MEMORIES」各々のA面扱いで首位を獲ったため、連続首位獲得「曲数」では25曲である。
- 月間チャート首位獲得曲：15作（歴代3位・ソロ1位）
- 月間チャート1位月数：17月（歴代2位・ソロ1位）
- 月間チャート1位最高連続獲得数：4作（計3回、歴代7位タイ・ソロでは単独3位）
- 同曲による首位2週以上獲得数：14作（歴代1位）
- オリコン首位獲得週数：50週（歴代4位・ソロでは単独2位）
- オリコンシングル同作による首位返り咲き最長週数：11週（「ガラスの林檎/SWEET MEMORIES」・1983年8月15日付〜10月31日付）（歴代3位・ソロ1位、再発売の曲も含めると：歴代4位・ソロ2位）
- オリコン首位・2位同時獲得：（「瞳はダイアモンド/蒼いフォトグラフ」・「ガラスの林檎/SWEET MEMORIES」・1983年11月7日付）（藤圭子に次いで2人目）
- オリコン首位返り咲き作品数：3作「ガラスの林檎/SWEET MEMORIES」・「瞳はダイアモンド/蒼いフォトグラフ」・「Strawberry Time」（歴代1位タイ）
- ベスト10位以内獲得数：33作
- ミリオンセラー獲得数：1作
- シングル総売上枚数；1543.9万枚（歴代14位・女性アーティスト単独5位）
  - 19作目の「ハートのイアリング」で、史上8人目（ソロでは7人目）、女性アーティストでは3人目のシングル総売上枚数1000万枚を達成。デビューからの4年8か月での達成当時は、ピンク・レディーに次いでの当時2番目の早さ。
  - 34作目の「大切なあなた」で沢田研二の総売上最多枚数を抜き総売上枚数単独1位になり、1994年8月にCHAGE and ASKAに抜かれるまで（1993年5月〜1994年8月）の約1年3ヶ月間、総売上最多枚数記録を保持していた。
  - 53作目の「True Love Story/さよならのKISSを忘れない」でシングル総売上枚数1500万枚を達成。史上8人目で女性アーティスト・ソロでは2人目の快挙であった。
  - 日本人でアメリカのBillboard Hot 100にチャートインしたアーティストとしては3番目の順位である。「Right Combination」が最高位54位（1963年-坂本九「SUKIYAKI（上を向いて歩こう）」1位、1979年-ピンク・レディー「Kiss in The Dark」37位）。

### アルバム
- 首位獲得数：19作（歴代4位・女性アーティスト単独3位）
- ベスト10位以内獲得数：50作（2017.06）（歴代2位・女性アーティスト1位タイ）
- ベスト100位以内同時チャートイン作数：13作（歴代3位タイ・日本人歴代1位タイ・女性アーティスト単独1位）
- 8年間首位獲得（歴代5位・女性アーティスト3位タイ）
- アルバム総売上枚数1356.9万枚

### ザ・ベストテンでの記録
- 1位となった回数：44回（3位）
- 1位となった曲数：15曲（2位）
- 1位となった連続最高週数：「瞳はダイアモンド/蒼いフォトグラフ」（1983年11月24日放送〜1984年1月12日放送）の8週で4位タイ
- ベストテン入りした回数：218回（3位）
- ベストテン入りした曲数：25曲（3位）
- 1位となった年内最高獲得数：13回（1983年度による6位タイ）
- 史上初の初登場1位：「白いパラソル」（1981年8月13日）
- 史上初の200回ランキング（1985年7月4日）※それを後に田原俊彦が達成し、通算回数も聖子を抜き『最多出演』のソファをゲット

### その他の記録
- アルバム・シングル総合売り上げ：2953万枚（歴代13位・女性ソロアーティスト5位）（2012年）
- 日本武道館コンサート回数：133回（歴代2位・女性1位）（2025年7月12日現在）。2025年6月21日の公演で1982年12月25日の初公演以来130公演を達成した。
- オリコンの年間アーティスト・トータル・セールス首位を獲得した（1984年）
- 紅白歌合戦の大トリを2年連続（2014年〜2015年）でつとめる（紅組では美空ひばり、八代亜紀以来史上3人目）。
- オリコンアルバム通算トップ10入り獲得作品数:53作 (歴代2位・女性アーティスト1位タイ) [70]。

## 出演

### テレビドラマ
- おだいじに（1979年11月5日 - 1980年5月5日、日本テレビ） - 松田聖子 役
- 玉ねぎむいたら…（1981年4月3日 - 11月6日、TBS） - 斎藤梓 役（初回2話のみゲスト出演）
- フジ三太郎 第6話「衝撃! 恐るべき少年放火魔!」（1982年11月25日、テレビ朝日）
- 日立テレビシティ「松田聖子のはじめての情事」（前篇/後篇）（1983年10月19日・26日、TBS） - 石井恵子 役
- スウィート・メモリーズ（1987年9月30日、TBS） - 水野薫・水野佳代 役（二役）
- 風に恋して（1989年1月2日、テレビ朝日） - 三枝あやこ 役
- ママ母戦争（1990年5月3日、日本テレビ） - 伊集院ななこ 役
- おとなの選択（1992年1月10日 - 3月20日、TBS） - 谷口未希 役
- 季節はずれの海岸物語'92秋（1992年10月8日、フジテレビ） - 優香子 役
- わたしってブスだったの?（1993年4月16日 - 7月2日、TBS） - 帰山夕子 役
- 家族ネットワーク（1994年1月4日、テレビ朝日） - 竹内翠 役
- 季節はずれの海岸物語ファイナル（1994年10月13日、フジテレビ） - 優香子 役
- The Big Easy（1997年、USAネットワーク）
- Partners（2000年、アメリカTVムービー）
- たったひとつのたからもの（2004年10月26日、日本テレビ） - 佐藤由美 役
- 世にも奇妙な物語 2005年 秋の特別編『過去が届く午後』（2005年10月4日、フジテレビ）
- 花ざかりの君たちへ 〜イケメン♂パラダイス〜 第1話・最終話（2007年7月 - 9月、フジテレビ） - 桜咲学園校長・椿 役（特別出演）
  - 花ざかりの君たちへ 〜イケメン♂パラダイス〜 卒業式&7と1/2話スペシャル（2008年10月12日、フジテレビ） - 桜咲学園校長・椿役（特別出演）
- 和田アキ子物語（2008年6月20日、フジテレビ） - 先輩女性歌手 役（特別出演）
- BONES シーズン5 15話（2010年、アメリカFOX） - リク・イワナガ 役（吹き替えも担当）
- 大河ドラマ「平清盛」（2012年1月 - 12月、NHK総合） - 祇園女御・乙前 役

### 音楽
- レッツゴーヤング（1980年、NHK総合）※サンデーズの一員
- レッツゴーヤング（1981年、NHK総合）※司会者（田原俊彦と共に。メイン司会者は太川陽介）
- ザ・スター 松田聖子 振り向けば・・・聖子（1983年3月1日 - 29日〈毎週火曜日、全5回〉、フジテレビ）※音楽バラエティ番組
- music-enta（2000年、テレビ朝日）

### バラエティ
- 8時だョ!全員集合（1980年 - 1985年、TBS）※ゲスト出演
- ドリフ大爆笑（フジテレビ）※ゲスト出演
- たのきん全力投球!（TBS）※ゲスト出演
- ヤンヤン歌うスタジオ（テレビ東京）※ゲスト出演
- 歌謡ドッキリ大放送!!（テレビ朝日）※ゲスト出演
- カックラキン大放送!!（日本テレビ）※ゲスト出演
- さんまのまんま（1986年6月9日、1991年1月3日、1991年10月12日、2007年4月20日、関西テレビ）
- とんねるずのみなさんのおかげです（1988年 - 1997年、フジテレビ）※ゲスト出演
- 志村けんのだいじょうぶだぁお茶の間に笑顔をSP（2015年11月25日、フジテレビ）
- 志村けんのバカ殿様笑いのお年玉スペシャル（2016年1月5日、フジテレビ）

### テレビアニメ
- キング・オブ・ザ・ヒル（2002年5月、FOX）- 音楽ゲームをする女の子 役（ゲストキャラクター）
- タマ&フレンズ 探せ!魔法のプニプニストーン（2006年11月、アニマックス）- PawPaw 役
- ドラえもん（2007年8月、テレビ朝日）- 本人 役（特別ゲスト）

### ドキュメンタリー
- NHKスペシャル 松田聖子 女性の時代の物語（2007年4月9日、NHK総合）※初のドキュメンタリー番組出演
- NHK MUSIC SPECIAL 松田聖子スペシャル 風に向かって歌い続けた40年（2020年9月22日、NHK総合）※デビュー40周年記念番組。後日、未公開シーンを追加編集した「ロング・バージョン」「完全版」が放送された。

### 映画
- 野菊の墓（1981年8月8日、東映）[71]- 初主演・民子 役
- プルメリアの伝説 天国のキッス（1983年7月2日、東宝）[71]- 主演・早坂恵美子 役
- 夏服のイヴ（1984年7月7日公開、東宝）- 主演・藤枝牧子 役
- カリブ・愛のシンフォニー（1985年4月13日、東宝）[71] -主演・沢木彩 役
- ペンギンズ・メモリー 幸福物語（1985年6月22日、東宝東和）- ジル 役 (歌唱部分CV)
- どっちもどっち（1990年11月10日、東宝）- 主演・門脇亜由子 役　【W主演：明石家さんま】
- Final Vendetta（サロゲート・マザー）（1996年5月18日、東映）- 主演・ナオミ・野村 役
- Armageddon（アルマゲドン）（1998年12月12日、ブエナ ビスタ インターナショナル ジャパン）※カメオ出演
- GEDO The Final Blade (外道) (2000年2月19日、東映）
- Drop Dead Gorgeous（わたしが美しくなった100の秘密) (2000年11月4日) ※カメオ出演
- 千年の恋 ひかる源氏物語（2001年12月15日、東映）- 揚げ羽の君 役
- Shanghai Baby（上海ベイビー）（2007年5月18日、ドイツ作品）
- 火垂るの墓（2008年7月5日、パル企画）- 雪子（清太の母）役
- 矢島美容室 THE MOVIE 〜夢をつかまネバダ〜（2010年4月29日、松竹）- プリンセス・セイコ 役
- 家族のレシピ（2019年3月9日、エレファントハウス）- 美樹 役

### ラジオ
- 今日は一日"松田聖子"三昧（2021年11月3日、NHK-FM）ゲスト出演
- 中塚政幸のガッツガッツナイト（1980年12月 - 1981年3月、TBSラジオ）
- スーパーギャング（1987年5月18日、TBSラジオ）
- 松田聖子のピンクのスニーカー（1980年10月 - 1983年3月、文化放送）
- SONY Night Square 松田聖子 夢で逢えたら（1981年4月 - 1983年3月、ニッポン放送）
- ザ・パンチ・パンチ・パンチ（1980年1月 - 12月、ニッポン放送）
- 愛にくちづけ（1983年10月 - 1985年3月、ニッポン放送）
- オールナイトニッポンシリーズ（ニッポン放送）
  - 松田聖子のオールナイトニッポン（1986年6月、1987年4月、1987年11月、1989年6月、1990年11月、2008年5月19日）
  - 松田聖子のオールナイトニッポンGOLD（2010年5月28日、2010年12月15日、2011年6月2日、2013年6月21日、2018年6月8日、2020年9月30日）
  - 松田聖子のオールナイトニッポンMUSIC10（2015年10月 - 2018年3月）- 火曜日・月1回担当
  - 松田聖子のオールナイトニッポンPremium（2021年10月18日）
- 松田聖子 ひとつぶの青春（1982年4月 - 1983年3月、FM東京ネット） - 三浦友和の後任

### CM
- 江崎グリコ
  - ヨーレル （1980年 -1981年)
  - アーモンドチョコレート&セシルチョコレート（田原俊彦と共演）（1980年 -1981年)
  - フロート （1980年 -1981年)
  - クルール （1980年 -1981年)
  - パナップ   （1981年 -1984年)
  - ポッキー（歌：風立ちぬ、野ばらのエチュード、CMオリジナル・複数曲あり）（1981年 -1984年)
  - カプリソーネ（ゆーとぴあと共演）（1981年 -1983年)
  - キャデリーヌ   （1984年 )
  - チョコピック    （1982年 )
  - ワンタッチカレー   （1986年 -1987年)
  - 熟カレー（神田沙也加と共演）
- エスエス製薬 エスタック、ブロン液W   （1982年 -1984年)
- 大阪ガス ガスファンヒーターエアコン（歌：CMオリジナル・複数曲あり）（1985年)[72]
- 学研 ニューコース問題集   （1980年 -1981年)
- 角川書店 ザ・テレビジョン
- カネボウ バイオ口紅、ファンデーション（歌：Rock'n Rouge、ピンクのモーツァルト）（1984年)
- コーセー アミノマイルド
- さしじん（田原俊彦と共演）（1980年)
- サントリー
  - CANビール（歌のみ：SWEET MEMORIES、ボーイの季節（Engrish Version）、Blue Love Letter（Engrish Version）、CMオリジナル曲）（1983年 -1985年)
  - BOSSシルキーブラック「シルキー歌姫（ディーバ）」篇（歌：SWEET MEMORIES、瞳はダイアモンド）
- 資生堂
  - エクボシリーズ（歌のみ：裸足の季節、風は秋色、夏の扉、Romance／出演は山田由紀子）（1980年 -1981年)
  - ピンポンパンツ（歌：CMオリジナル）
- 住宅情報館
  - 「想いに応えて」篇
- シュワルツコフヘンケル パオン ディオーサ（クリーム リニューアル篇にて神田沙也加と共演）
- スカイパーフェクTV
- 服部時計店 ピコレ、アルバ   （1980年 -1982年)
- ソニー
  - ベータマックス （1984年 -1985年)
  - パソコン (HiTBiT) 1983年から1984年にかけて、ソニーが発売した独自規格のパソコン「SMC-777」、「SMC-777C」およびMSXパソコン「HB-55」のイメージキャラクターとなった。（1983年 -1985年)
  - カセットウォークマン （1984年 -1985年)
- 大京 ライオンズマンション（神田沙也加と共演）（歌：逢いたい）
- KINCHO ゴン
- ダイハツ 新シャレード（歌のみ：天使のウインク）（1985年)
- たかの友梨ビューティークリニック（歌：Back For More）
- 宝酒造 TaKaRaCANチューハイ
- ドクターデヴィアス化粧品（歌：Ave Maria 2001）
- ドミノピザ
- トヨタ自動車「カムリ」
- トリンプ・インターナショナル・ジャパン「FLORALE by Triumph」（2016年、2017年）[73]
- 日清食品 家族のやきそば（神田正輝と共演）
- 日本和装
  - 「日本和装の夢」
  - 「No.1」篇
  - 「いろんな超いろんな聖子さん」篇 (あなたもおいで)
  - 「いろんな超いろんな聖子さん」篇 (いつかではなく、今きれいに)[74]
- PHSアステル
- maxell
- ピザーラ
- HILLS AVENUE[75]
  - 「自由を、履く。デビュー」篇
- ファミリーマート（歌：We Are Love）
- SUBARU レックスシリーズ（歌：Precious Heart、WHO'S THAT BOY）
- 富士フイルム
  - アスタリフト
    - 「偶然の出逢い」篇（中島みゆきと共演）
    - 「旅先の出逢い」篇
    - 「純白の出逢い」篇
    - 「ハリーさん・語る」篇「ハリーさん・歌う」篇
    - 「アスタキサンチンとは?」篇「ハリーさん体操」篇
    - 「お肌の試食」篇「お肌の実感」篇
    - 「屋上新年会・アスタリフトジェリー」篇
    - 「それぞれの旅先」篇（小泉今日子と共演）
    - 「東京上空でお正月・アスタリフトジェリー」篇
    - 「お肌の実感」篇（2012年改定）
    - 「衝撃の出会い レタッチペン新登場」篇
    - 「実感してください」篇
    - 「肌時間旅行」篇
    - 「赤組・松田聖子」篇
    - 「聖子さんと赤い球体」篇
    - 「新発想・ジェリー」篇（高畑充希と共演）

  - アスタリフト ホワイト
    - 「澄みきる美。輝く美。」篇（高畑充希と共演）

  - フジカラー
- ブラザー工業 コンパルシリーズ他（歌：CMオリジナル）（1984年 -1985年)
- プロクター・アンド・ギャンブル P&G
  - 「ファブリーズダブル除菌」
    - 「寝汗がひどい夫」篇（遠藤憲一と共演）

  - 「キッチン専用ファブリーズ」
    - 「妻の意地」篇（遠藤憲一と共演）
- 三菱電機 炊飯器他（歌のみ：赤いスイートピー、チェルシー・ホテルのコーヒー・ハウス、マリオネットの涙／出演は神田正輝）
- ミノルタ（現：コニカミノルタ）トークマン（オートフォーカスカメラ）（歌：CMオリジナル）（1983年 -1985年)
- 月星化成 ウエストサイド、ジャガーΣ、ファルコンバイオフェック、ディズニーシューズ（歌：CMオリジナル・複数曲あり）（1980年 -1984年)
- メガネトップ「眼鏡市場」
  - SUMMER COLLECTION「サングラスが欲しいなぁと思ったら」篇（2015年）[76]
  - P'layer「新しいメガネ欲しいなぁと思ったら」篇[77]
  - 「価値あるレンズ、価値ある価格。」篇（西田敏行と共演）[78]
  - 「2016 お正月」篇
  - 「スマホ老眼」篇
  - 「価値あるレンズ、価値ある価格。高機能レンズ」篇（西田敏行と共演）[79]
  - 「真夏のサングラス」篇[80]
  - 「2017 お正月」篇
- 森永L&L
- 山之内製薬 カコナール（※現在の発売元は第一三共ヘルスケア）（歌：Angel Tears）
- 有線放送 U-kara
- ユニマット
- ライオン チャーミーV（歌：CMオリジナル）

### NHK紅白歌合戦出場歴
歌手デビュー年のセカンド・シングル「青い珊瑚礁」の大ヒットにより、第31回（1980年）に紅白歌合戦へ初出場。その後、第39回（1988年）まで9年連続で出演したが、次の第40回（1989年）は落選した。
それ以降の松田は、紅白歌合戦への復帰と不出場を繰り返すが、第71回（2020年）は女性歌手として、紅白通算24回目の出場と成った。これは紅組歌手で、史上8位タイ記録となる（白組歌手も含めると、歴代19位タイ記録）。第72回（2021年）は選出されたが、出場を辞退した。
| 年度   | 放送回 | 回 | 曲目                                              | 出演順 | 対戦相手         | 備考                                            |
| ------ | ------ | -- | ------------------------------------------------- | ------ | ---------------- | ----------------------------------------------- |
| 1980年 | 第31回 | 初 | 青い珊瑚礁                                        | 02/23  | 田原俊彦         | 紅白初出場                                      |
| 1981年 | 第32回 | 2  | 夏の扉                                            | 05/22  | 千昌夫           |                                                 |
| 1982年 | 第33回 | 3  | 野ばらのエチュード                                | 05/22  | 郷ひろみ         |                                                 |
| 1983年 | 第34回 | 4  | ガラスの林檎                                      | 16/21  | 田原俊彦（2）    |                                                 |
| 1984年 | 第35回 | 5  | Rock'n Rouge                                      | 08/20  | 郷ひろみ（2）    |                                                 |
| 1985年 | 第36回 | 6  | 天使のウィンク                                    | 12/20  | 安全地帯         |                                                 |
| 1986年 | 第37回 | 7  | 瑠璃色の地球                                      | 13/20  | 加山雄三         |                                                 |
| 1987年 | 第38回 | 8  | Strawberry Time                                   | 09/20  | 加山雄三（2）    |                                                 |
| 1988年 | 第39回 | 9  | Marrakech〜マラケッシュ〜                         | 02/21  | 少年隊           |                                                 |
| 1994年 | 第45回 | 10 | 輝いた季節へ旅立とう                              | 11/25  | 吉田拓郎         | 6年ぶりの出場                                   |
| 1995年 | 第46回 | 11 | 松田聖子ヒット・メドレー -SEIKO Chan to La La La- | 12/25  | 米米CLUB         |                                                 |
| 1996年 | 第47回 | 12 | あなたに逢いたくて〜Missing You〜                 | 13/25  | 玉置浩二         |                                                 |
| 1999年 | 第50回 | 13 | SWEET MEMORIES                                    | 21/27  | 郷ひろみ（3）    | 3年ぶりの出場 渡辺貞夫と共演                    |
| 2000年 | 第51回 | 14 | あなたに逢いたくて〜Missing You〜（2回目）        | 19/28  | 布施明           |                                                 |
| 2001年 | 第52回 | 15 | 瑠璃色の地球2001（2回目）                         | 19/27  | ザ・ドリフターズ |                                                 |
| 2011年 | 第62回 | 16 | 上を向いて歩こう                                  | 21/25  | 氷川きよし       | 10年ぶりの復帰出場 神田沙也加とデュエット       |
| 2013年 | 第64回 | 17 | New Year's Eve Special Love Song Medley 2013      | 24/25  | 嵐               | 2年ぶりの出場 トリ前 クリス・ハートとデュエット |
| 2014年 | 第65回 | 18 | あなたに逢いたくて〜Missing You〜（4回目）        | 23/23  | 嵐（2）          | 大トリ                                          |
| 2015年 | 第66回 | 19 | 赤いスイートピー                                  | 26/26  | 近藤真彦         | 大トリ（2）                                     |
| 2016年 | 第67回 | 20 | 薔薇のように咲いて 桜のように散って               | 20/23  | X JAPAN          |                                                 |
| 2017年 | 第68回 | 21 | 新しい明日                                        | 16/23  | 平井堅           |                                                 |
| 2018年 | 第69回 | 22 | SEIKO DREAM MEDLEY 2018                           | 19/22  | 氷川きよし（2）  | コーナー出演者としても歌唱                      |
| 2019年 | 第70回 | 23 | Seiko Best Single Medley                          | 20/21  | 氷川きよし（3）  | トリ前（2）                                     |
| 2020年 | 第71回 | 24 | 瑠璃色の地球 2020（3回目）                        | 20/21  | 氷川きよし（4）  | トリ前（3）                                     |

1. ↑  「青い珊瑚礁」（2回目）→「時間の国のアリス」→「素敵にOnce Again」のメドレー
2. ↑  「あなたに逢いたくて〜Missing You〜」（3回目）→「夢がさめて」のメドレー
3. ↑  「風立ちぬ」→「ハートのイアリング」→「天国のキッス」→「渚のバルコニー」のメドレー
4. ↑  前半の「夢のキッズショー」コーナー出演者として、「切手のないおくりもの」等を歌唱
5. ↑  「時間の国のアリス」（2回目）→「Rock'n Rouge」（2回目）→「チェリーブラッサム」→「夏の扉」（2回目）のメドレー

- 対戦相手の歌手名の（）内の数字はその歌手との対戦回数、備考のトリ等の次にある（）はトリ等を務めた回数を表す。
- 曲名の後の（○回目）は紅白で披露された回数を表す。
- 出演順は「（出演順）/（出場者数）」で表す。

## 受賞歴
- 1980年
  - 日本テレビ音楽祭 新人賞
  - 歌謡新人グランプリ グランプリ
  - 銀座音楽祭 専門審査員奨励賞
  - 新宿音楽祭 金賞
  - 横浜音楽祭 新人賞特別賞
  - テレビ朝日あなたが選ぶ全日本歌謡音楽祭 最優秀新人賞
  - 日本歌謡大賞 新人賞
  - FNS歌謡祭 新人賞
  - 日本有線大賞 新人賞
  - 全日本有線放送大賞 新人賞
  - 第22回日本レコード大賞 新人賞
- 1981年
  - 日本テレビ音楽祭 金の鳩賞
  - テレビ朝日あなたが選ぶ全日本歌謡音楽祭 審査員奨励賞
  - 日本歌謡大賞 放送音楽賞
  - 第23回日本レコード大賞 ゴールデンアイドル賞
- 1982年
  - CBS・ソニー ヒット賞
  - 日本テレビ音楽祭 トップアイドル賞
  - テレビ朝日あなたが選ぶ全日本歌謡音楽祭 特別賞
  - 日本歌謡大賞 放送音楽賞
  - FNS歌謡祭 グランプリ ※受賞楽曲「野ばらのエチュード」
  - 日本有線大賞 有線音楽賞
  - 全日本有線放送大賞 優秀スター賞
  - 第24回日本レコード大賞 金賞
- 1983年
  - CBS・ソニー ヒット賞
  - 日本テレビ音楽祭 トップアイドル賞
  - テレビ朝日あなたが選ぶ全日本歌謡音楽祭 ゴールデングランプリ ※受賞楽曲「ガラスの林檎」
  - 日本歌謡大賞 最優秀放送音楽賞
  - 第25回日本レコード大賞 金賞、ベストアルバム賞
- 1986年 第28回日本レコード大賞 アルバム大賞
- 1988年 CBS・ソニー ゴールデンディスク大賞
- 1990年 第3回日刊スポーツ映画大賞・石原裕次郎賞 特別賞（受賞理由：「どっちもどっち」の大胆演技で映画界の話題作りに貢献）
- 1992年 第34回日本レコード大賞 最優秀ボーカル賞
- 2002年
  - 第19回ダイヤモンド パーソナリティ賞（ダイヤモンド・インフォメーション・センター）
  - 第40回ゴールデンアロー賞 ゴールデン・スター賞女性部門
- 2005年 アジア・テレビジョンアワード2005単発ドラマ部門 最優秀作品賞「たったひとつのたからもの」（主演作品）
- 2007年 ショートショートフィルムフェスティバル&アジア2007 PV話題賞｢涙がただこぼれるだけ｣
- 2009年 第18回日本映画批評家大賞 審査員特別賞（映画「火垂るの墓」）[81]
- 2013年 第55回日本レコード大賞 企画賞
- 2015年 第57回日本レコード大賞 最優秀歌唱賞
- 2017年 第59回日本レコード大賞 企画賞（Seiko Matsuda名義）
- 2018年 第32回日本ゴールドディスク大賞 ジャズ・アルバム・オブ・ザ・イヤー（Seiko Matsuda名義）
- 2020年 第62回日本レコード大賞 特別賞

## 著書
- 『両手で聖子』松田聖子著。集英社
- 『もう一度あなた』松田聖子著。ワニブックス
- 『夢で逢えたら』松田聖子著。ワニブックス
- 『聖子20歳 愛と歌の青春譜』松田聖子著。少年画報社
- 『青色のタペストリー』松田聖子著。CBS・ソニー出版
- 『夢で逢えたらパート2』松田聖子著。ワニブックス
- 『愛にくちづけ 22歳のプレリュード』リビングマガジン
- 『聖子』神田法子著。小学館 - ISBN 4093632413
- 『勇気を出してSay Hello! Live Talk English』松田聖子著。集英社 - ISBN 4087801411
- 『愛する人に』松田聖子著・稲越功一 写真。朝日出版社 - ISBN 4255950059

## 写真集
- 『松田聖子スペシャル』近代映画社
- 『聖子ひとりじめ』CBS・ソニー出版
- 『Eighteen』平凡出版
- 『Lovely・ナインティーン』音楽専科社
- 『聖子おしゃれアルバム』実業之日本社
- 『野菊の墓写真特集』勁文社
- 『松田聖子特集号PART2』近代映画社
- 『やさしさfor you』音楽専科社
- 『SEIKO Photograph』近代映画社
- 『真夏のときめき』近代映画社
- 『明星特別編集 聖子』集英社
- 『パステルカラーの調べ』音楽専科社
- 『プルメリアの伝説 写真集』近代映画社
- 『プルメリアの伝説』秋田書店
- 『のちの想いに...聖子』ワニブックス
- 『ひとりじめ松田聖子』学習研究社
- 『楽譜ヒット曲集付写真集』近代映画社
- 『夏服のイヴ SEIKO in NEWZEALAND』近代映画社
- 『夏服のイヴ』旺文社
- 『EXCITING LIVE 武道館』集英社
- 『カリブ・愛のシンフォニー』旺文社
- 『カリブ・愛のシンフォニー』集英社文庫
- 『愛・聖子』集英社
- 『1911DAYS』近代映画社
- 『five seasons』扶桑社
- 『NO COMMENT』扶桑社
- 『赤いスイートピー』篠山紀信 写真。講談社 - ISBN 4062129094

## 書籍
- 『松田聖子大百科』実業之日本社
- 『野菊の墓大百科』勁文社
- 『松田聖子アイドル百科2』勁文社
- 『松田聖子のバランスシート』相澤秀禎著。光文社
- 『松田聖子の世界』放送映画出版
- 『聖子のシンデレラ・ロード』相澤秀禎著。光文社
- 『聖子の恋のありったけ』相澤秀禎著。講談社
- 『憧れて・・・ジューンブライド』光文社
- 『愛ゆえに、聖子！』相澤秀禎著。講談社
- 『松田聖子』地球音楽ライブラリー。TOKYO FM出版 - ISBN 4887451067
- 『松田聖子 改訂版』地球音楽ライブラリー。TOKYO FM出版 - ISBN 9784887451865
- 『松田聖子論』小倉千加子著。朝日新聞社 - ISBN 4022640839
- 『魔性のシンデレラ 松田聖子ストーリー』大下英治著。角川書店 - ISBN 4041571146
- 『松田聖子の誕生』若松宗雄著。新潮新書 - ISBN 9784106109607

## 監督作品
- フォークロア・シリーズ２『あの風が吹いた日』（2021年11月4日）[82]